# 14e régiment d'infanterie et de logistique parachutiste
Ne doit pas être confondu avec 14e régiment de commandement et de soutien.
Le 14e régiment d'infanterie et de logistique parachutiste (14e RILP) est un régiment de l'Armée de terre française. Le 14e régiment d'infanterie est créé sous la Révolution à partir du régiment de Forez, un régiment français d'Ancien Régime. En 1951, l'unité devient un régiment parachutiste. Il est aujourd'hui un régiment de soutien comportant une composante aéroportée.

## Création et différentes dénominations
- 1584 : formation des bandes de Montferrat ;
- 6 mars 1597 : création du régiment de Nérestang à partir des bandes de Montferrat ;
- 1611 : renommé régiment de Chappes ;
- 1631 : renommé régiment de Nérestang ;
- 1646 : renommé régiment de Sainte-Mesme ;
- 1661 : renommé régiment de Silly ;
- 1667 : renommé régiment de Castelnau ;
- 1673 : renommé régiment de Bourbonnais ;
- 1776 : le régiment de Bourbonnais est dédoublé.
Les 2e et 4e bataillons conservent le titre, les drapeaux et le costume du régiment de Bourbonnais. 
Les 1er et 3e bataillons forment le régiment de Forez ;
- 1er janvier 1791 : tous les régiments prennent un nom composé du nom de leur arme avec un numéro d’ordre donné selon leur ancienneté. Le régiment de Forez devient le 14e régiment d'infanterie de ligne ci-devant Forez ;
- 1793 : lors  du premier amalgame, la 14e demi-brigade de première formation était formée du 1er bataillon du 14e régiment d'infanterie (ci-devant Forez) - la 28e demi-brigade de première formation était formée de 2e bataillon du 7e régiment d'infanterie (ci-devant Champagne), du 1er bataillon de volontaires du Gard et du 2e bataillon de volontaires du Gard.
- 1796 : reformé en tant que 14e demi-brigade de deuxième formation ;
- 1803 : renommée 14e régiment d’infanterie de ligne ;
- 1815 : il est licencié lors de la Seconde Restauration ;
- 1816 : création de la légion de l'Eure ;
- 1820 : 14e régiment d'infanterie de ligne ;
- 1914 : donne naissance au 214e régiment d’infanterie ;
- 1940 : le régiment est détruit ;
- 1945 : le 14e régiment d'infanterie est recréé ;
- 1946 : dissous puis recréé comme 14e bataillon d'infanterie ;
- 1951 : le 14e bataillon d'infanterie devient le 14e régiment d'infanterie parachutistes de choc (14e RIPC) ;
- 1953 : le 14e RIPC est rebaptisé 14e demi-brigade d’infanterie parachutiste (14e DBIP) comportant deux bataillons (19e bataillon de parachutistes algériens et 35e bataillon de tirailleurs algériens) ;
- 1956 : la 14e DBIP devient le 14e régiment de chasseurs parachutistes (14e RCP) ;
- 1961 : dissolution ;
- 1965 : création de la 14e compagnie divisionnaire ;
- 1977 : recréation sous le nom de 14e régiment de commandement et de transmissions parachutiste (14e RCTP) ;
- 1er juillet 1979 : renommé 14e régiment parachutiste de commandement et de soutien (14e RPCS) ;
- 1999 : dissolution du régiment ;
- 2018 : recréation sous le nom de 14e régiment d'infanterie et de soutien logistique parachutiste (14e RISLP) à partir du régiment de soutien du combattant ;
- 2025 : 14e régiment d'infanterie et de logistique parachutiste (14e RILP).

## Colonels etchefs de brigade

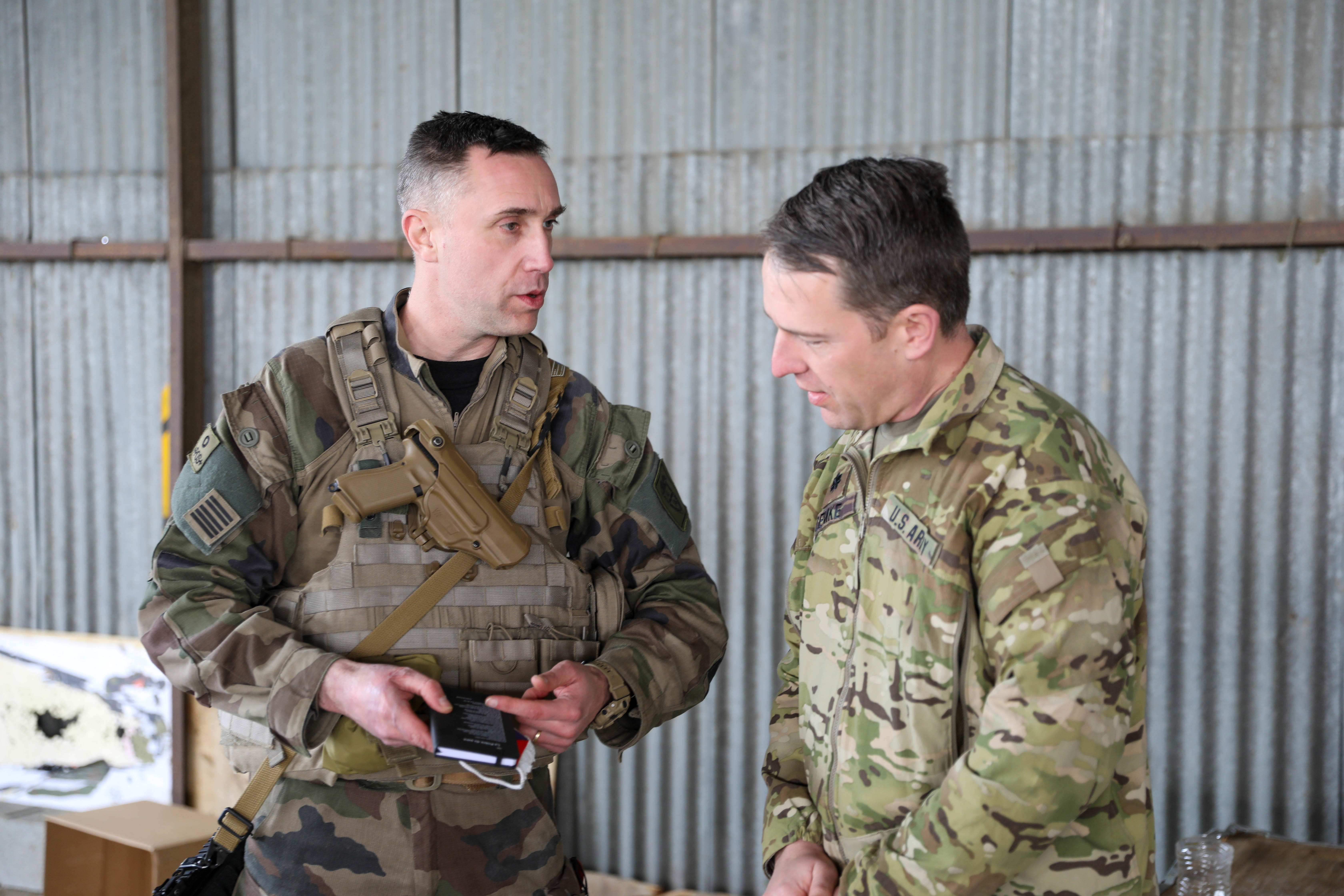
Le colonel commandant le 14e RISLP échange avec un lieutenant-colonel du ' en 2023.

- ANCIEN REGIME 
1595 : Montluc 1603 : Balagny 1612 : Rambures 1627 : Rambures 1633 : Rambures 1642 : Rambures 1671 : Rambures 1676 : Feuquieres 1689 : Feuquieres 1700 : Leuville 1718 : Richelieu 1738 : Rohan Chabot 1745 : Crillon 1746 : La tour du Pin 1761 : Boisgelin 1764 : Crenolle 1780 : Bartillat 1788 : Boisgelin 1788 : Castelanne
- REVOLUTION- 1er EMPIRE 
1791 : Colonel de Myon
- 1791 : Louis Maximilien François Hinnisdal de Fumal - colonel (*)
- 1792 : Jean-Baptiste Marie Charles Meusnier de la Place - colonel (**)
- 1792 : Antoine Nicolas Collier de la Marlière - maréchal de camp (**)
- 1792 : Pierre Nicolas Merle-Beaulieu - colonel (*)
- 1795 : Antoine François Brenier-Montmorand - chef de brigade
- 1795 : Charles Dauriere - chef de brigade
- 1797 : Porra - chef de brigade
- 1797 : Jean-Gabriel Marchand - chef de brigade (**)
- 1797 : Jean-Claude Moreau - chef de brigade (*)
- 1803 : Jacques Francois Marc Mazas - colonel
- 1805 : Charles Joseph Louis Marie Savary - colonel
- 1806 : Jean-Francois Henriod - colonel (*)
- 1810 : Étienne Estève - colonel (*)
- 1814 : Thomas-Robert Bugeaud de la Piconnerie - colonel
- 1815 : Louis Marion Jacquet - colonel
- 1830 : le Vle. de la Forest d'Armaille - colonel
- 1848 : Alexandre De Bellegarde De La Plaine
- 1851 : Ernest Frédéric Raphaël de Negrier - colonel (*)
- 1859 : Duplessis - colonel
- 1870 : Louvent - colonel
- 1870 : Doussot - colonel
- 1870 : Vanche - lieutenant-colonel
- 17 octobre 1871 - 5 septembre 1872 : colonel Logerot
- 1872 : Colonel Lacarcet
- 1873 : Colonel Bernier
- 1881 : Colonel Lamorelle
- 1876-1881 : Édouard Billot - colonel
- ...1885 : Colonel Billot
- 21 avril 1904-25 mars 1909 : Pierre Peslin - colonel (*)
- 1910 : Colonel Huc.
- 23 mars 1914-2 septembre 1914 : Marie Victor Eugène Savatier - colonel (**)
- 1914 : Colonel Savatier- Lieutenant-colonel Reynes - Chef de bataillon Bastien - Lieutenant-colonel de Rieucourt
- 1917 : Passerieux - lieutenant-colonel
- 1918 : Allehaut - lieutenant-colonel
- 1918 : Berenguier - lieutenant-colonel
- 1930 : Nadal - colonel
- 1938 : Pfister - colonel[1]
- 1939 : Beker - colonel... 1940 : Colonel Becker 1945 : Lieutenant-colonel Lique - Colonel Harry
- 1946 : Chef de bataillon Rieutord - Chef de bataillon Morel
- 1947 : Chef de bataillon Bergue
- 1949 : Chef de bataillon Lesur
- août 1951 à juillet 1953 : Lieutenant-colonel Georges Bergé
- 1953 : Lieutenant-colonel de Rocquigny du Fayel
- 1955 : Colonel  Autran
- juin 1956 à mai 1957 : Colonel Emile Autrand
- juin 1957 à juillet 1958: Lieutenant-colonel Paul Ollion
- juillet 1958 à septembre 1960 : Lieutenant-colonel Jean Renon
- octobre 1960 à avril 1961 : Lieutenant-colonel Pierre Lecomte
- juin 1961 à décembre 1962 : Lieutenant-Colonel Dangoumeau
- 1977-1979 : Colonel Retat
- 1979-1981 : Colonel Colot
- 1981-1983 : Colonel Ibos
- 1983 : Colonel Ribière
- 1985-1987 : Colonel Chagnard
- 1987-1990 : Colonel Farbos
- 1990-1992 : Colonel Brûlé
- 1992-1995 : Colonel Zammit
- 1995 : Colonel Duhar
- 1997-1999 : Colonel Pezet
- 1er juillet 1999 : dissolution du régiment
- 2018-2019 : Colonel Friedrich
- 2019-2022 : Colonel Guélé
- 2022- : Colonel Katona

(*) Ces officiers sont devenus par la suite généraux de brigade.

(**) Ces officiers sont devenus par la suite généraux de division.

## Historique des garnisons, combats et bataille du14eRI

### Ancien Régime
Détachements envoyés en Inde et au Sénégal lors de la guerre d'indépendance américaine.

### Guerres de la Révolution et de l'Empire

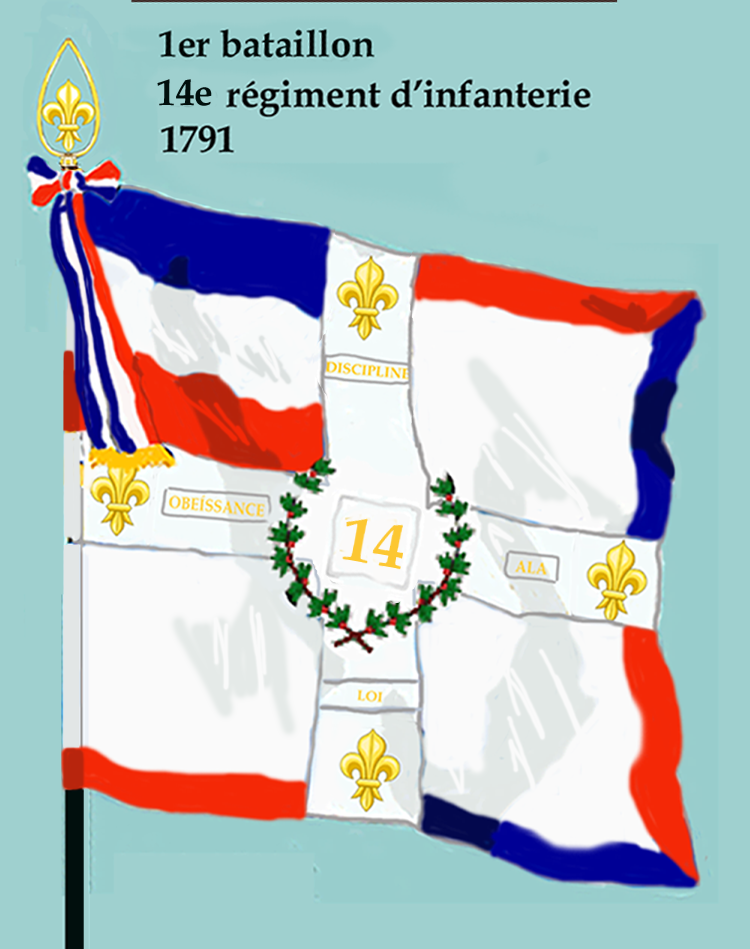
Drapeau du 1er bataillon du 14e régiment d'infanterie de ligne de 1791 à 1793
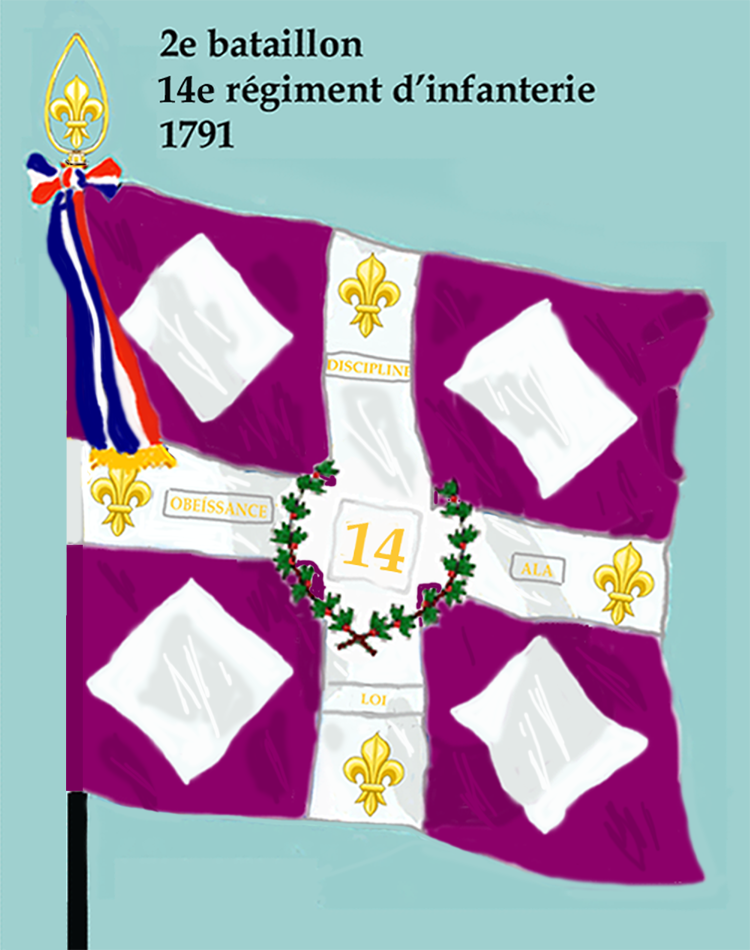
Drapeau du 2e bataillon du 14e régiment d'infanterie de ligne de 1791 à 1793

°1790 à la Martinique, prend le parti de la Révolution
- 1792 : conquête de la Belgique.

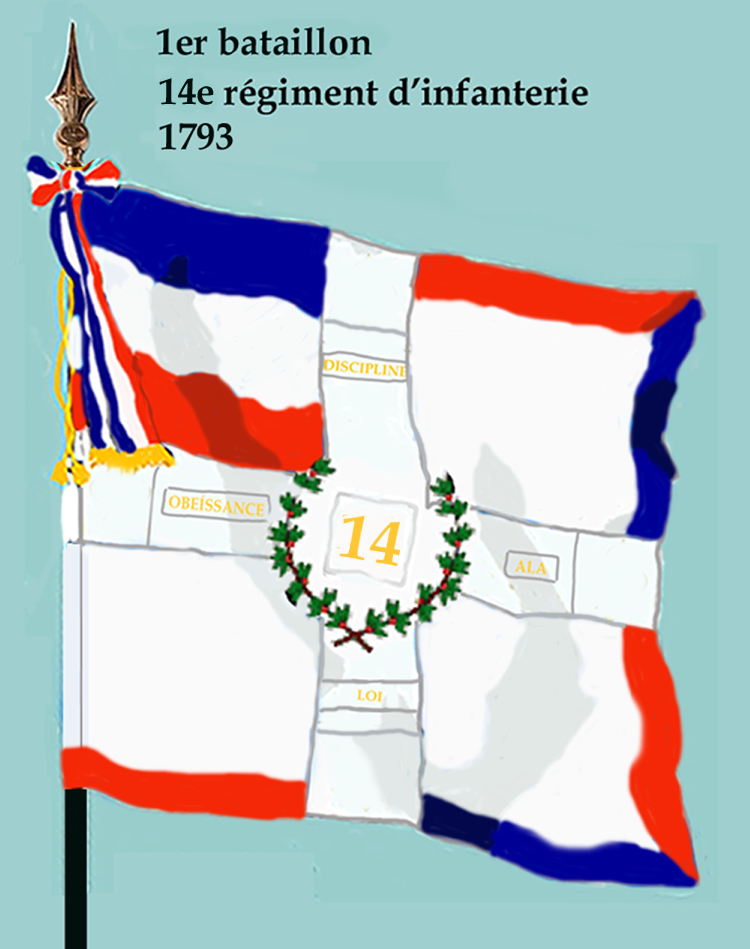
Drapeau du 1er bataillon du 14e régiment d'infanterie de ligne de 1793 à 1804
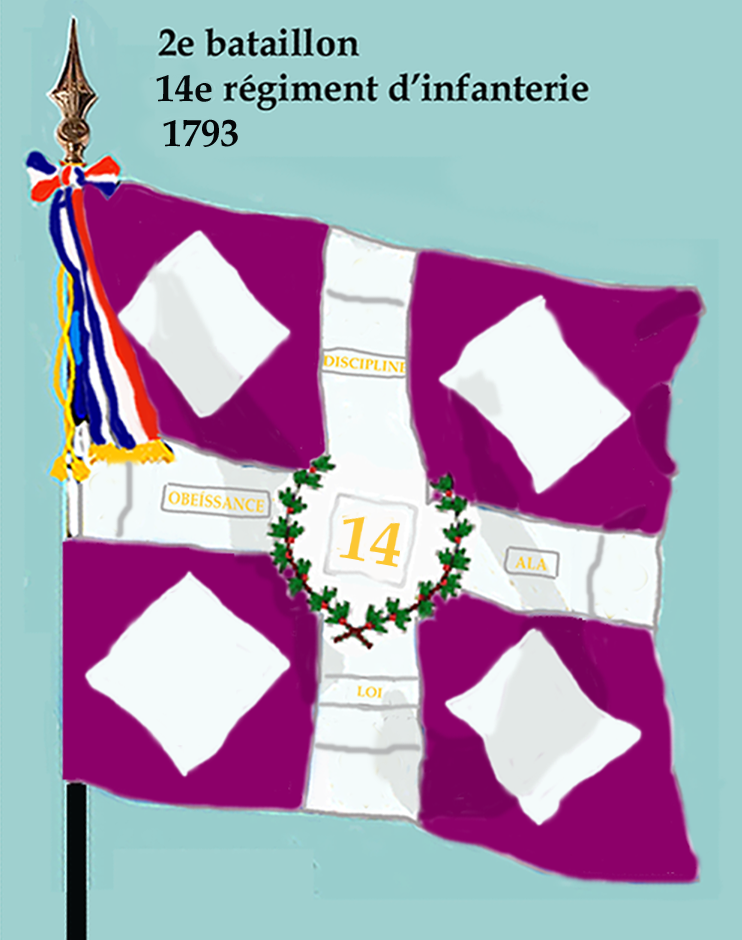
Drapeau du 2e bataillon du 14e régiment d'infanterie de ligne de 1793 à 1804

- 1793 : 
  - conquête de la Belgique.
- 1794 : Armée du Nord
  - Lors du premier amalgame création de la 14e demi-brigade de première formation, formée des :
    - 2e bataillon du 7e régiment d'infanterie (ci-devant Champagne)
    - 1er bataillon de volontaires du Gard
    - 2e bataillon de volontaires du Gard
- 1795 : Bataille de Loano
- 1796 : 
  - Reformé en tant que 14e demi-brigade de deuxième formation avec les :
    - 29e demi-brigade de première formation (1er bataillon du 15e régiment d'infanterie (ci-devant Béarn), 4e bataillon de volontaires de la Sarthe et 14e bataillon des Fédérés Nationaux)
    - Demi-brigade de la Seine-Inférieure ( 9e bataillon de volontaires de la Seine-Inférieure, 10e bataillon de volontaires du Calvados et 10e bataillon de volontaires du Pas-de-Calais )

  - Batailles de Montenotte, Dego, Lodi, Borghetto, Rivoli et Siège de Mantoue.
- 1797 : Rivoli, Mantoue et Valvassone
- 1799 : Mantoue, Bassignana, Novi, Bosco et Acqui
- 1802 : D'après l'État militaire de l'an X, la 14e demi-brigade de ligne avait son 1er bataillon à Sedan, le 2e bataillon à Mézières, et le 3e bataillon à Givet.
- 1803 : 1er et 2e bataillons à Clermont, 3e et 4e bataillon à Saumur, Conseil d'Administration Centrale à Périgueux

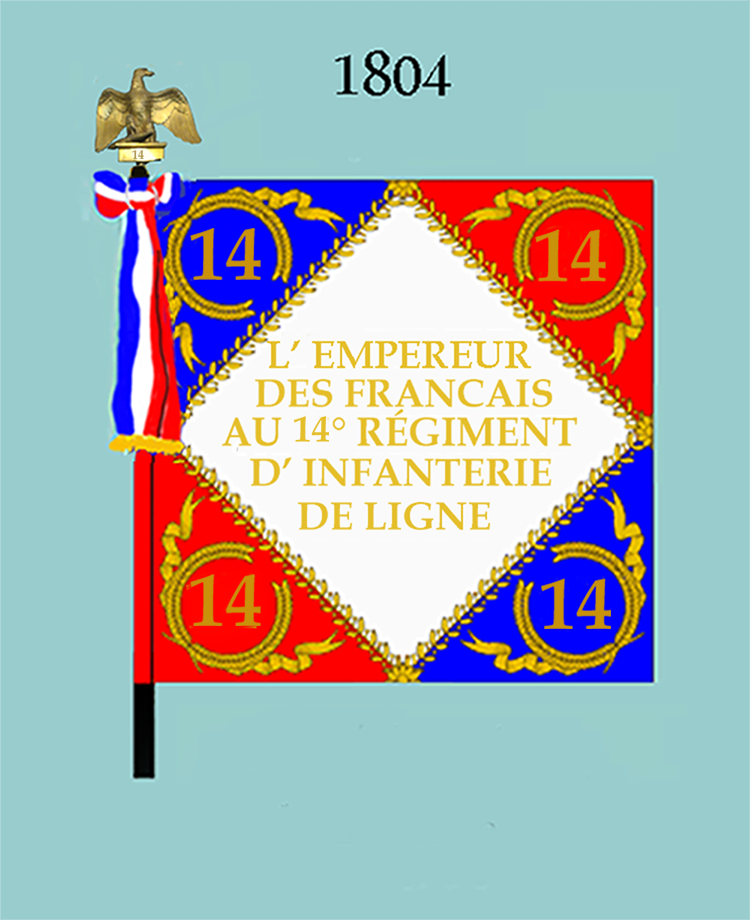
Drapeau modèle de 1804 (avers)
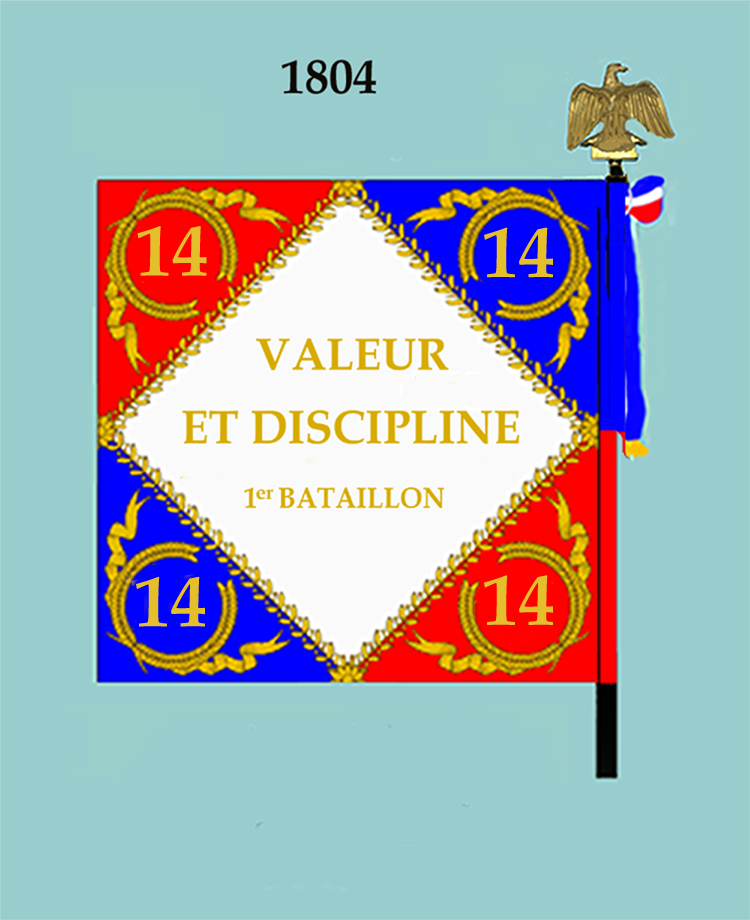
Drapeau modèle de 1804 (revers)

- 1805 : Stationné à Boulogne-sur-Mer (1er et 2e bataillon) et à Maastricht (3e bataillon)
  - Campagne d'Allemagne. Fait partie de la brigade Morand de la division Saint-Hilaire (4e corps)
  - Bataille d'Ulm
  - 2 décembre : Bataille d'Austerlitz

- dans la 2e brigade (Thiébault), division de Saint-Hilaire, 4e corps d'armée (Soult)
- 1806 : Après Mézières (Ardennes), s'installe en garnison à Sedan jusqu'en 1814.
  - Campagne de Prusse et de Pologne
  - 14 octobre : Bataille d'Iéna

- 2 bataillons dans la brigade du général Pierre Lapisse, division du général Jacques Desjardins du 7e corps d'armée commandé par le maréchal Augereau
- 1807 : 
  - 8 février : Bataille d'Eylau [2]

- 3 bataillons dans la 1re brigade du général Joseph Jean-Baptiste Albert, division du général Jacques Desjardins du 7e corps d'armée commandé par le maréchal Augereau
- - 10 juin : Bataille d'Heilsberg

- 2 bataillons dans la 1re brigade du général de brigade Jacques-Lazare Savattier de Candras, division de Saint-Hilaire, 4e corps d’armée (Soult)
- 1808-1814 : Campagne d'Espagne
- 1808 : Tudela
- 1809 : Monzon, Alcanz et Maria-de-Huerve
- 1810 : Astorga
- 1811 : Tortosa et Tarragone

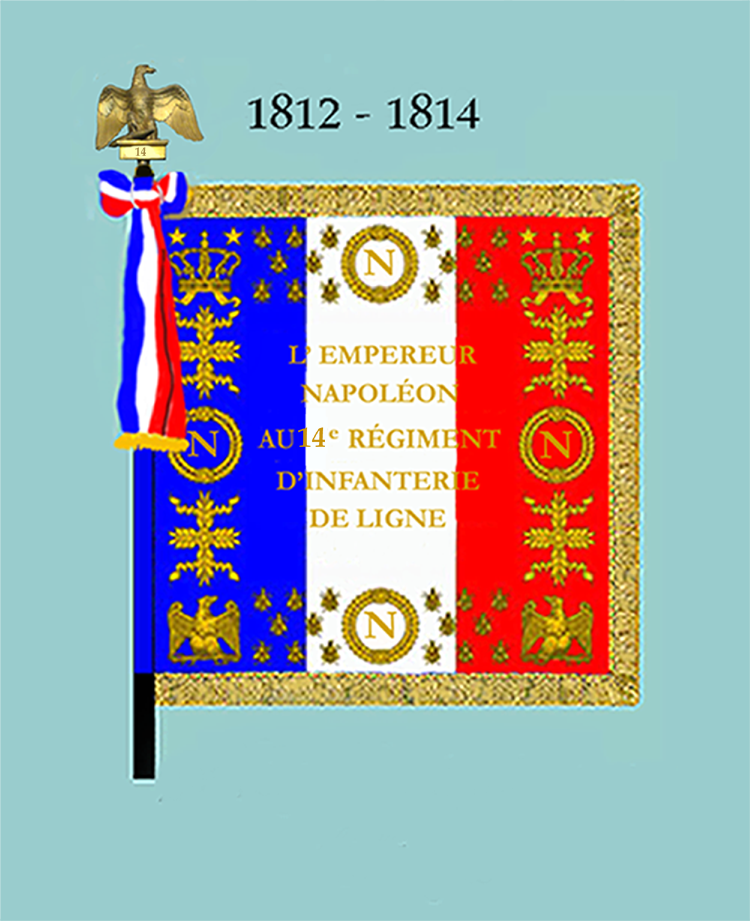
Drapeau modèle de 1812 (avers)
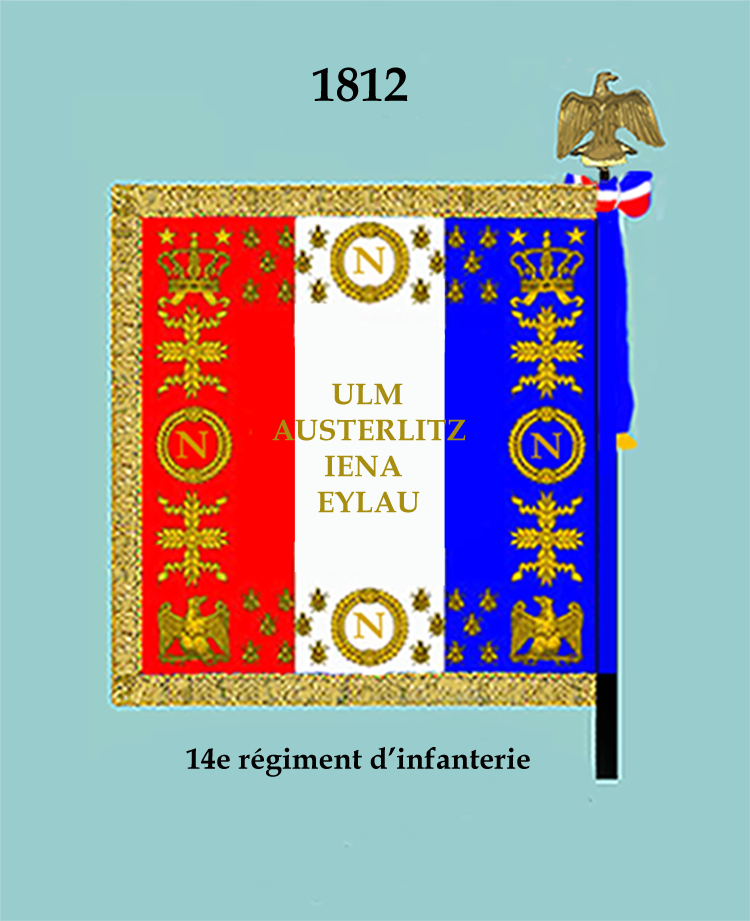
Drapeau modèle de 1812 (revers)

- 1812 : prise d'Urgal.
- 1813 : Biar, Castalla et Ordal.
- 1813 : 3e bataillon (affecté au 16e régiment provisoire) à Lützen, Bautzen, Dresde et Wachau.
- 1813 : 4e bataillon (10e corps) à Dantzig.
- 1814 : 5e bataillon, dit de dépôt, à Arcis-sur-Aube

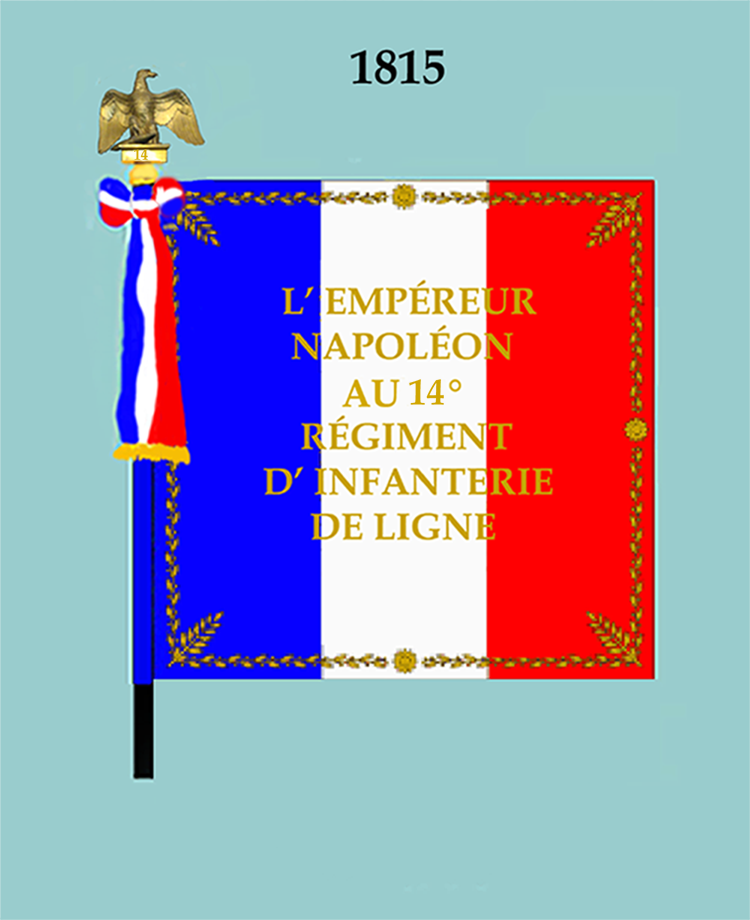
Drapeau modèle de 1815 (avers)

- 1815 : 1er et 2e bataillons (armée des Alpes du maréchal Suchet) à Conflans-L'Hôpital.

Colonels tués ou blessés commandant le 14e régiment d’infanterie de ligne :
- chef de brigade Moreau blessé le 26 mars 1799.
- colonel Mazas tué le 2 décembre 1805 lors de la bataille d'Austerlitz.
- colonel Savary  tué le 24 décembre 1806.
- colonel Henriod blessé le 8 février 1807 et le 10 juin 1807.

Officiers tués ou blessés en servant au 14e régiment d’infanterie de ligne sous l'Empire (1804-1815) :
- officiers tués : 65
- officiers morts de leurs blessures : 17
- officiers blessés : 149.

### 1815 à 1852

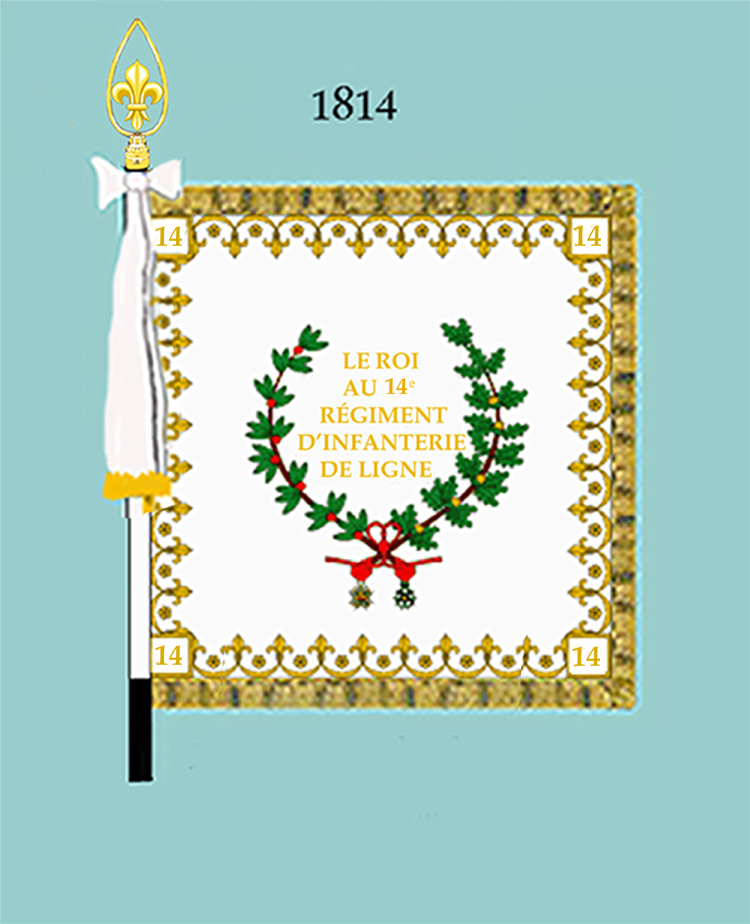
Drapeau modèle 1re Restauration (avers)
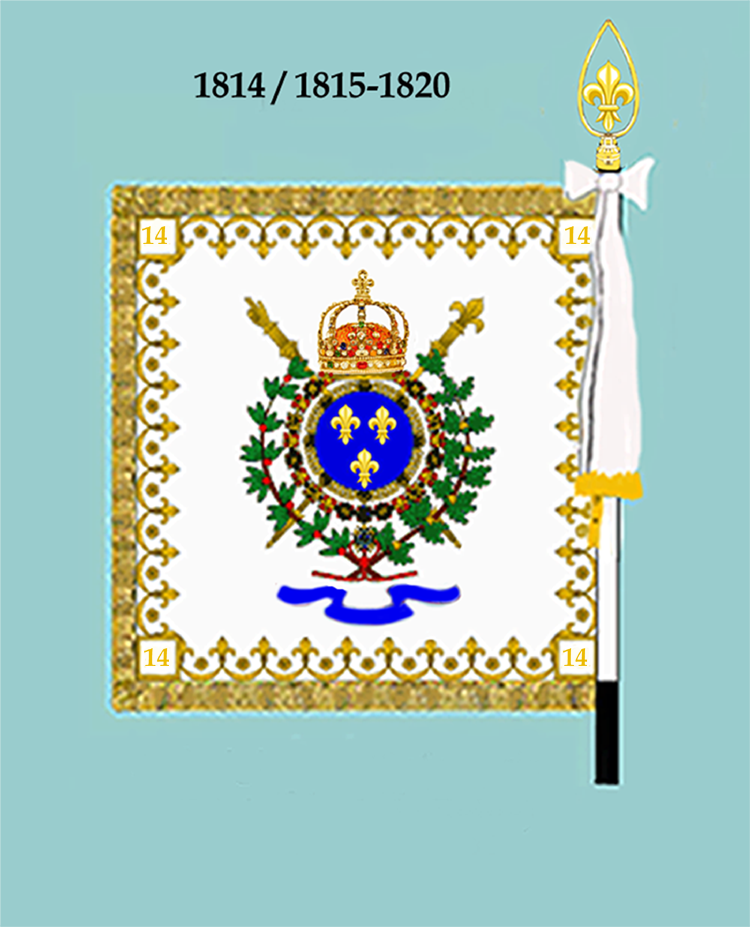
Drapeau modèle 1re Restauration (revers)
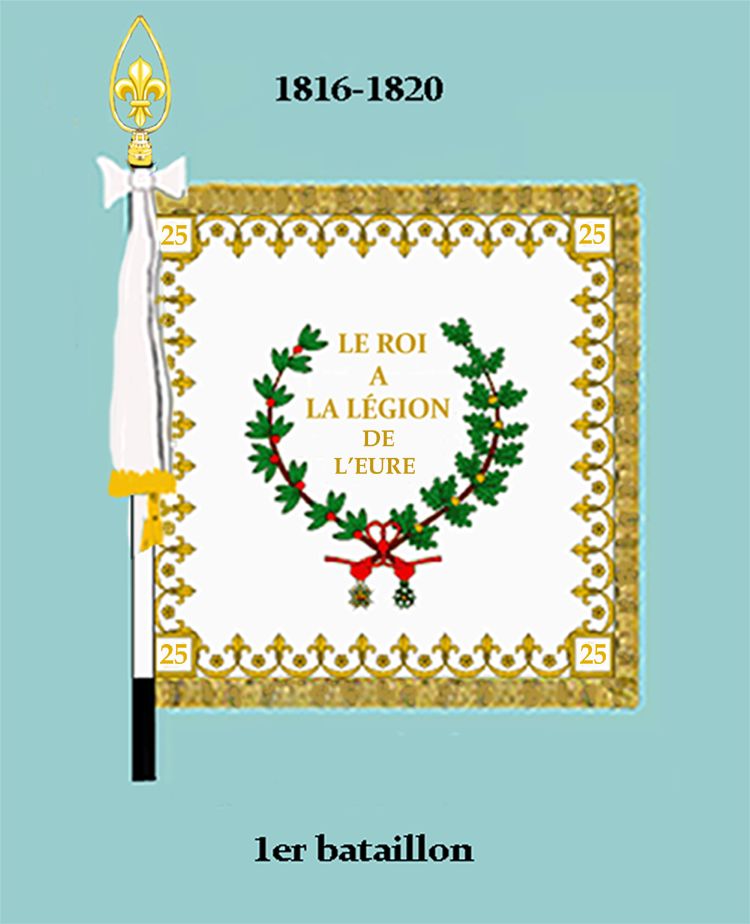
Drapeau de la légion de l'Eure (avers)
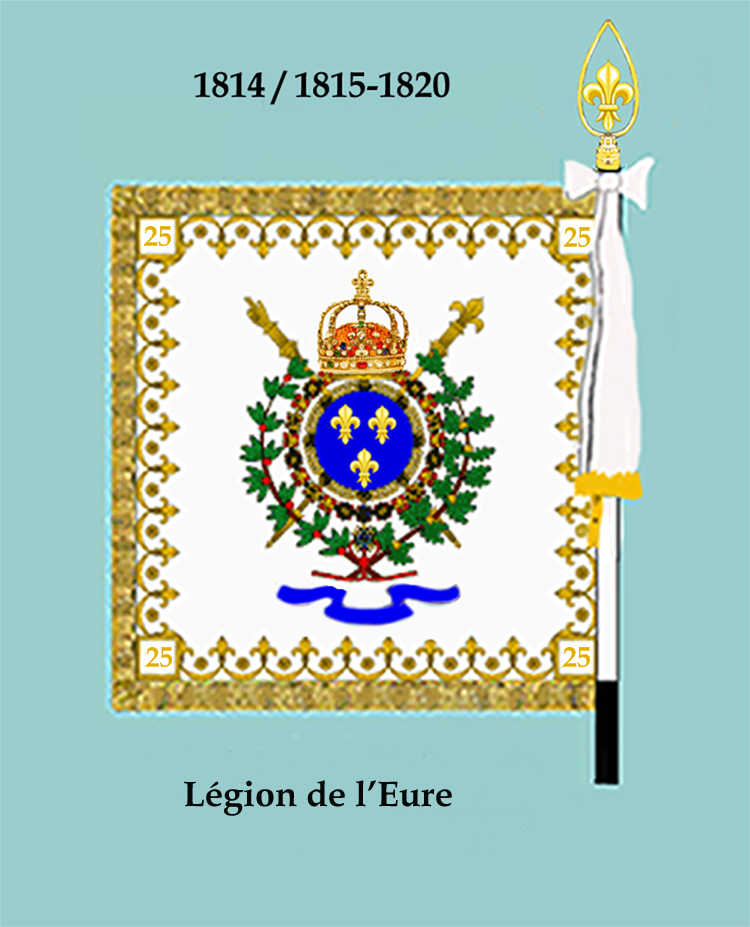
Drapeau de la légion de l'Eure (avers)

- 1830 : Une ordonnance du 18 septembre créé le 4e bataillon et porte le régiment, complet, à 3 000 hommes[3].

1830- Drapeau de 1830 à 1848 (avers)

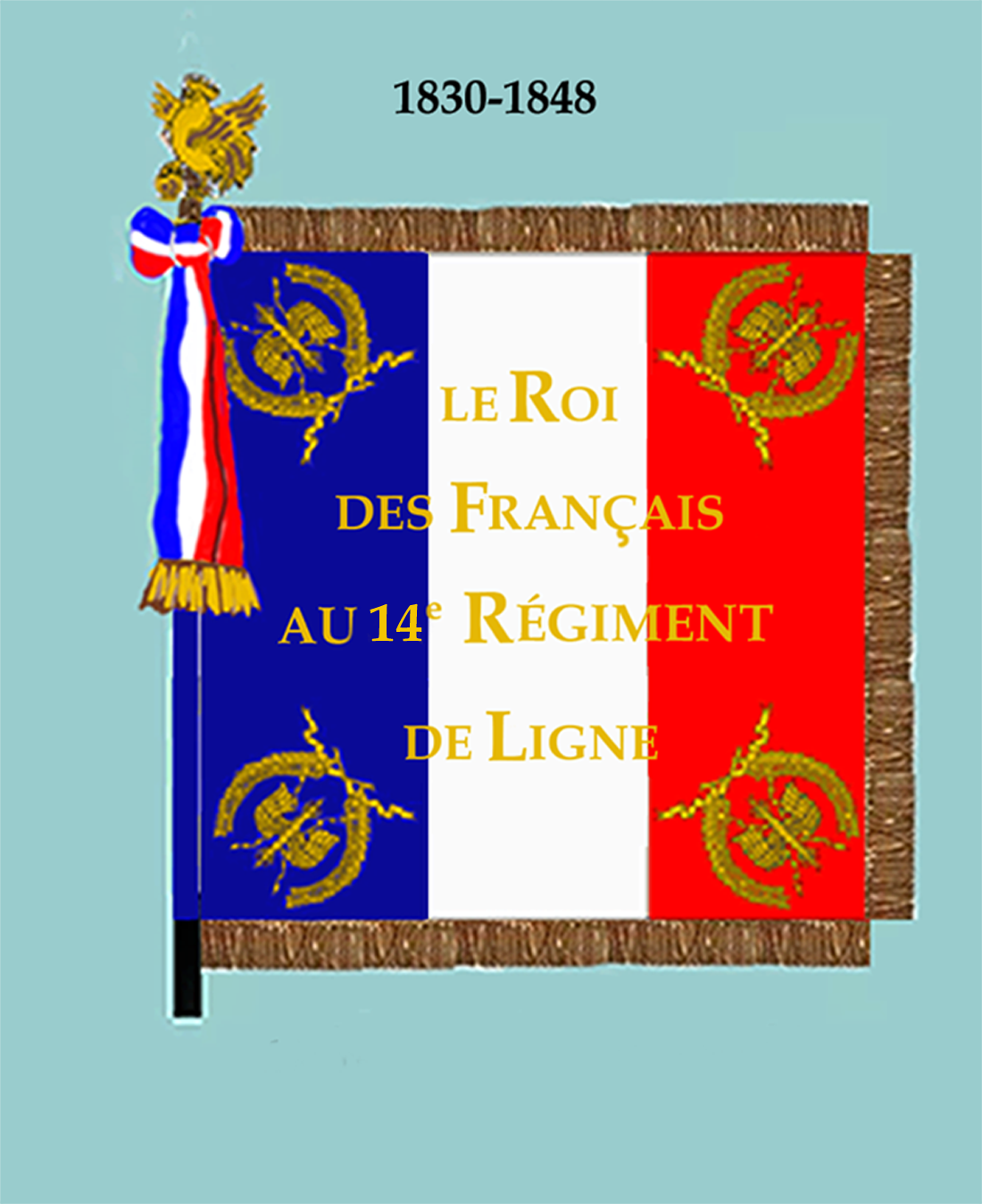
Drapeau de 1830 à 1848 (avers)

- Débarquement à Sidi Ferruch le 14 juin 1830
- Bataille de Staoueli le 19 juin 1830
- Combat au camp de Dely Ibrahim et Sidi Kalef du 24 au 29 juin
- Siège et prise d'Alger du 30 juin au 5 juillet
- du 17 au 29 novembre le 1er bataillon fait partie de l'expédition de l'Atlas : Blida, Medeha, col de Mouzaïa
- Deuxième expédition de Médéha début décembre
- rentre en France fin décembre 1830
- à Paris en 1848

Répression pendant les Trois Glorieuses.

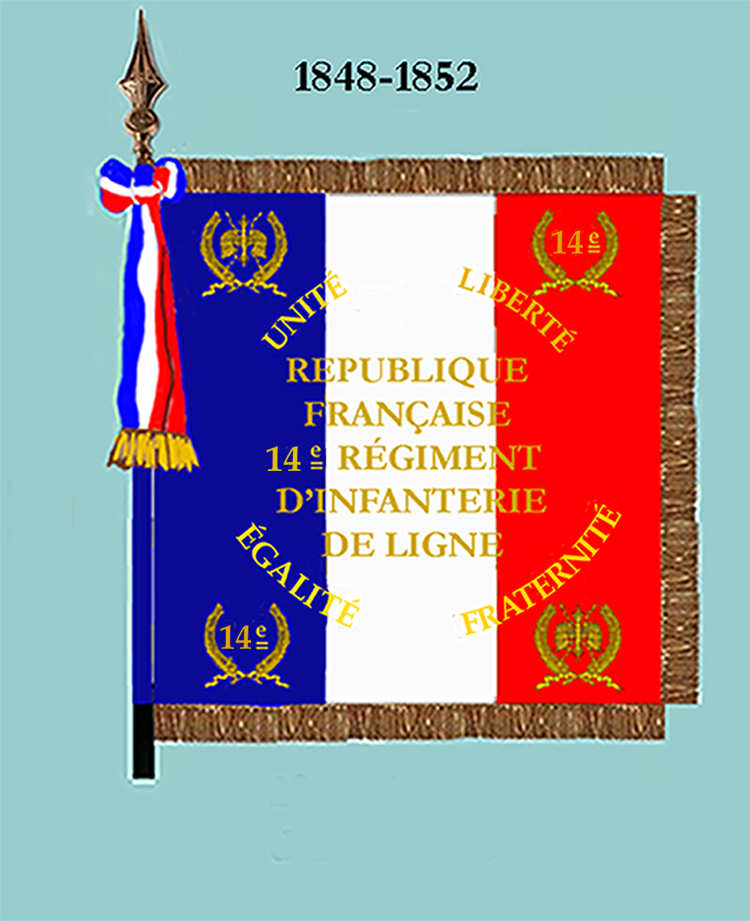
Drapeau de 1848 à 1852 (avers)

### Second Empire

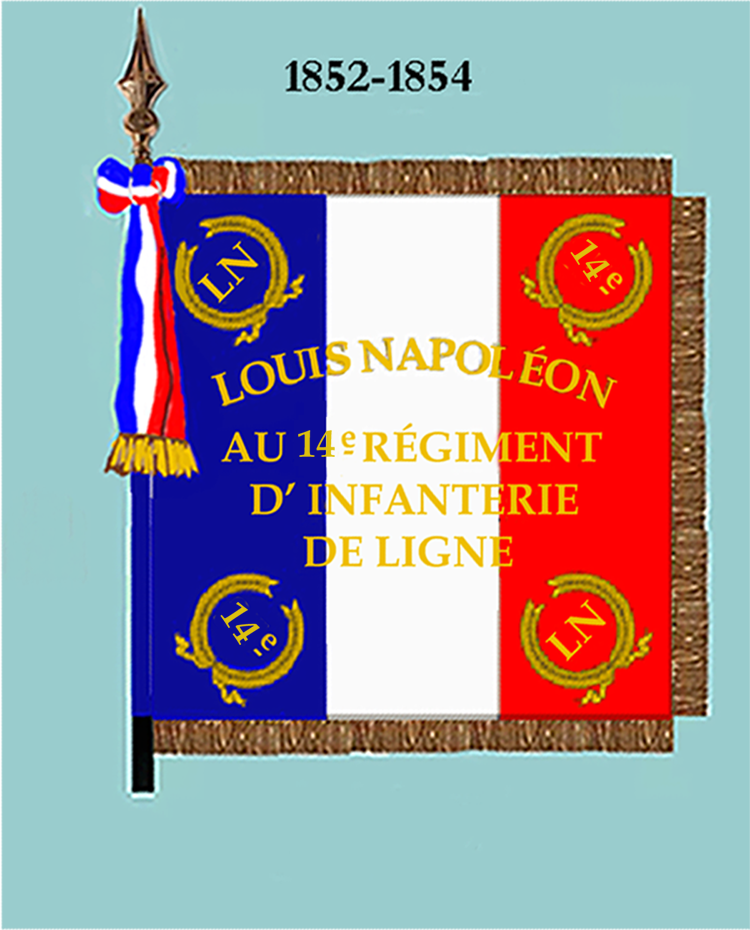
Drapeau de 1852 à 1854 (avers)

- 1855 : campagne de Crimée au sein du 1er corps d'armée du général de division de Salles.
- 1859 : campagne d'Italie au sein du 3e corps d'armée du maréchal Canrobert

### Guerre franco-allemande de 1870

#### Portion principale du régiment
Au 1er août 1870, le 14e régiment d'infanterie de ligne fait partie de l'armée du Rhin.
Avec le 9e régiment d'infanterie du colonel Roux, le 14e forme la 1re brigade aux ordres du général Noël (puis Archinard). Cette 1re brigade avec la 2e brigade du général Maurice, deux batteries de 4 et une de mitrailleuses, une compagnie du génie constituent la 2e Division d'Infanterie commandée par le général de division Bisson. Cette division d'infanterie évolue au sein du 6e Corps d'Armée ayant pour commandant en chef le maréchal Certain-Canrobert.
- 3 août 1870 - Camp de Châlons.
- 9 août 1870 - Voie ferrée coupée entre Nancy et Metz, le 14e ne peut pas rejoindre le 6e corps.

Au 17 août 1870, le 14e régiment d'infanterie fait partie de l'armée de Châlons.
Avec le 20e régiment d'infanterie du colonel de la Guigneraye et le 31e régiment d'infanterie du colonel Sautereau, le 14e forme la 2e brigade aux ordres du général Louvent. Cette 2e brigade avec la 1re brigade du général Marquisan, trois batteries de 4 plus une de 12 et une de mitrailleuses, une compagnie du génie constituent la 2e Division d'Infanterie commandée par le général de division Lacretelle. Cette division d'infanterie évolue au sein du 12e Corps d'Armée ayant pour commandant en chef le général de division Lebrun.
- 23 au 26 août 1870 - Marche vers l'est.
- 29 août 1870 - Passage de la Meuse à Mouzon. Bataille de Beaumont.
- 31 août 1870 - Sur les hauteurs de la rive droite de la Givonne, du château de Monvillers à Daigny. Bataille de Sedan

Le 2 septembre, les troupes encerclées à Sedan capitulent. Le régiment brûle son drapeau puis les hommes partent en captivité le lendemain.

#### Régiments de marche formés à partir du régiment
- Le 4e bataillon est une composante du 15e régiment de marche et participe à la première bataille de Châtillon.
- Siège de Paris (1870). Le 14e de marche fait partie du 13e Corps d'Armée (général de division Vinoy).
Avec le 13e de marche (lieutenant-colonel Morin), le 14e de marche (lieutenant-colonel Vanche) et deux compagnies de marche de chasseurs forment la 1re brigade du général de Susbielle. Le 35e régiment d'infanterie (colonel Louis Constant Roland de La Mariouse) et le 42e régiment d'infanterie (colonel Avril de Lenclos) forment la 2e brigade du général Guilhem. Avec trois batteries de 4 et une compagnie du génie, ces deux brigades constituent la 3e division d'infanterie du général de division Blanchard.
- 13 octobre 1870 - Combat de Bagneux-Chatillon
- Le 24 novembre 1870, durant la guerre franco-allemande, les 8e compagnies des 2e et 3e bataillons du 14e régiment d'infanterie de ligne qui composaient le 29e régiment de marche furent engagés dans les  combats de Chilleurs, Ladon, Boiscommun, Neuville-aux-Bois et Maizières dans le Loiret.

### De 1871 à 1914
Le régiment s'installe à Toulouse en 1907.

### Première Guerre mondiale

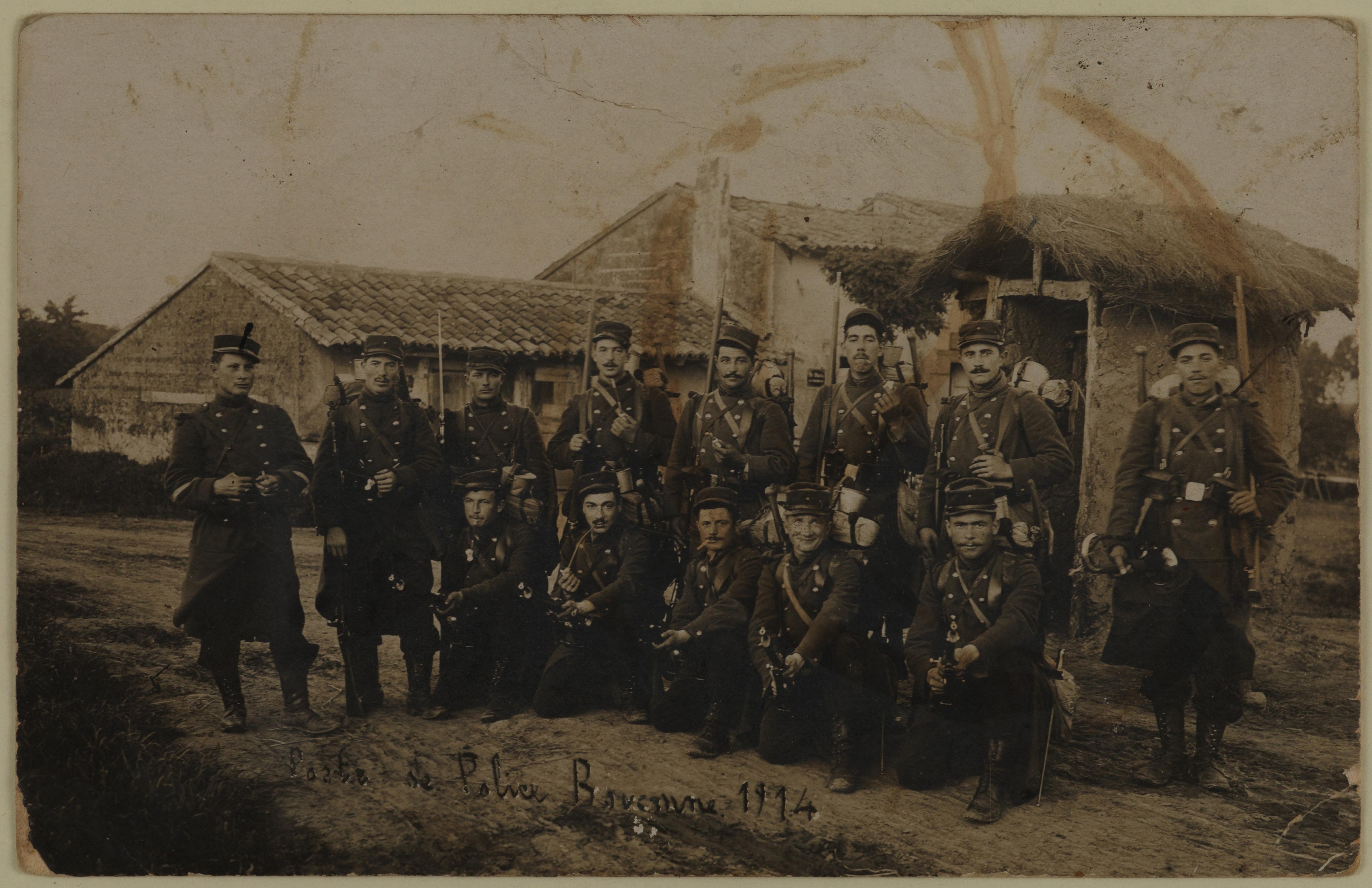
Groupe de soldats du 14e RI à l'entraînement dans le bois de Bouconne en 1914, peu avant la guerre.

Rattachements:
- 34e division d’infanterie d'août 1914 à juillet 1915
- 131e division d’infanterie de juillet 1915 à novembre 1918

#### 1914
- 8 août, Valmy, Courtemont.
- 16 août, Vaux.
- 22 août, Anloy.
- 27 août, Telonne.
- Première bataille de la Marne.

#### 1915
- janvier, la Champagne.
- mai, en Artois.
- août, Argonne.

#### 1916
21 février, Verdun, Souville, Bois de Vaux.

#### 1917
- Avril, Champagne, Berry-au-Bac.
- 29 septembre, Glorieux (sur la commune de Verdun).

#### 1918
- mars, Moulainville, Watronville.
- avril, Avre.

### Entre-deux-guerres
En 1929, le régiment retourne à Toulouse, jusqu'en 1939.
Construction du monument aux morts des 14e et 214e RI en 1938.

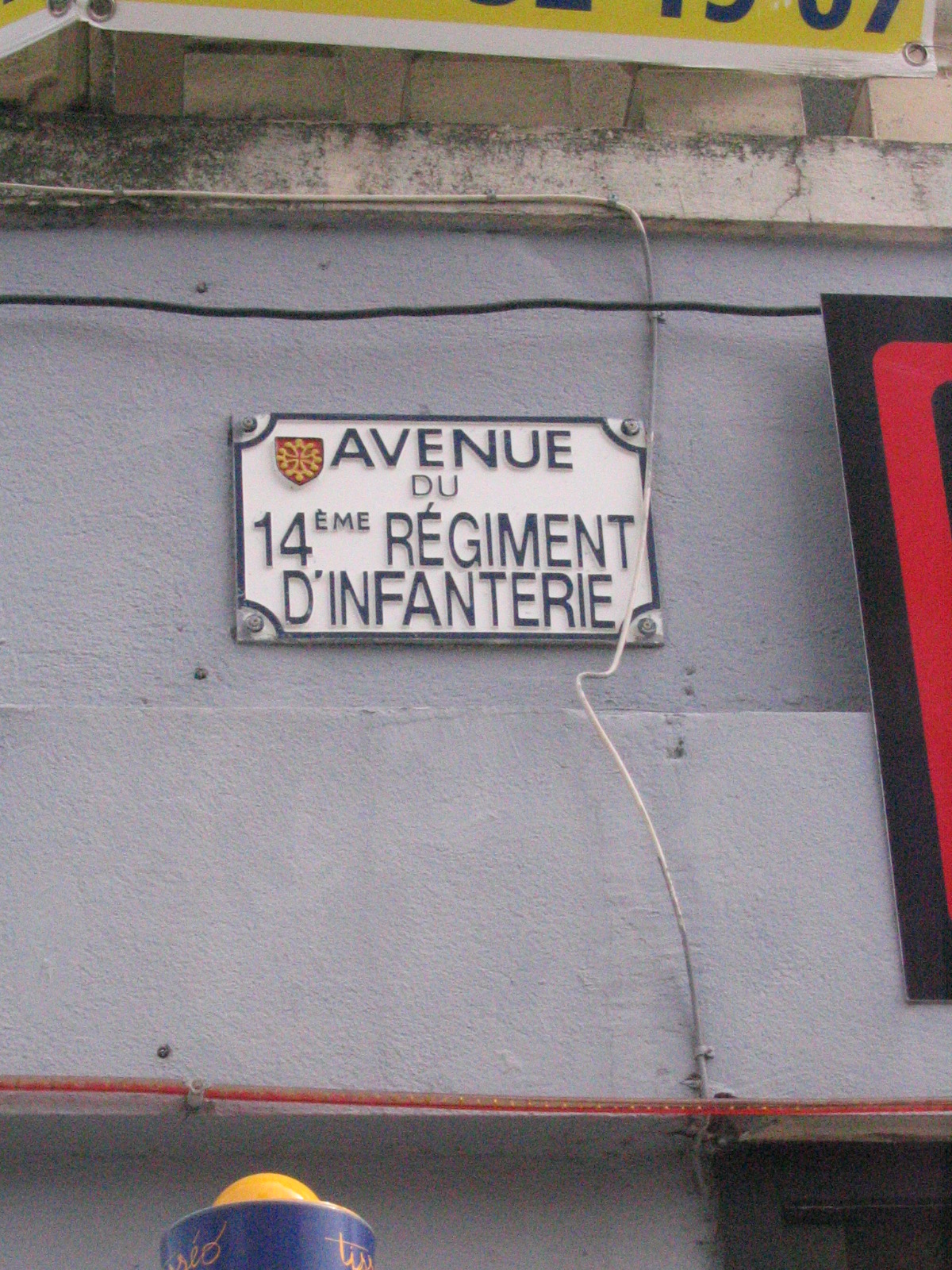
L'avenue du 14e RI, régiment de tradition de Toulouse
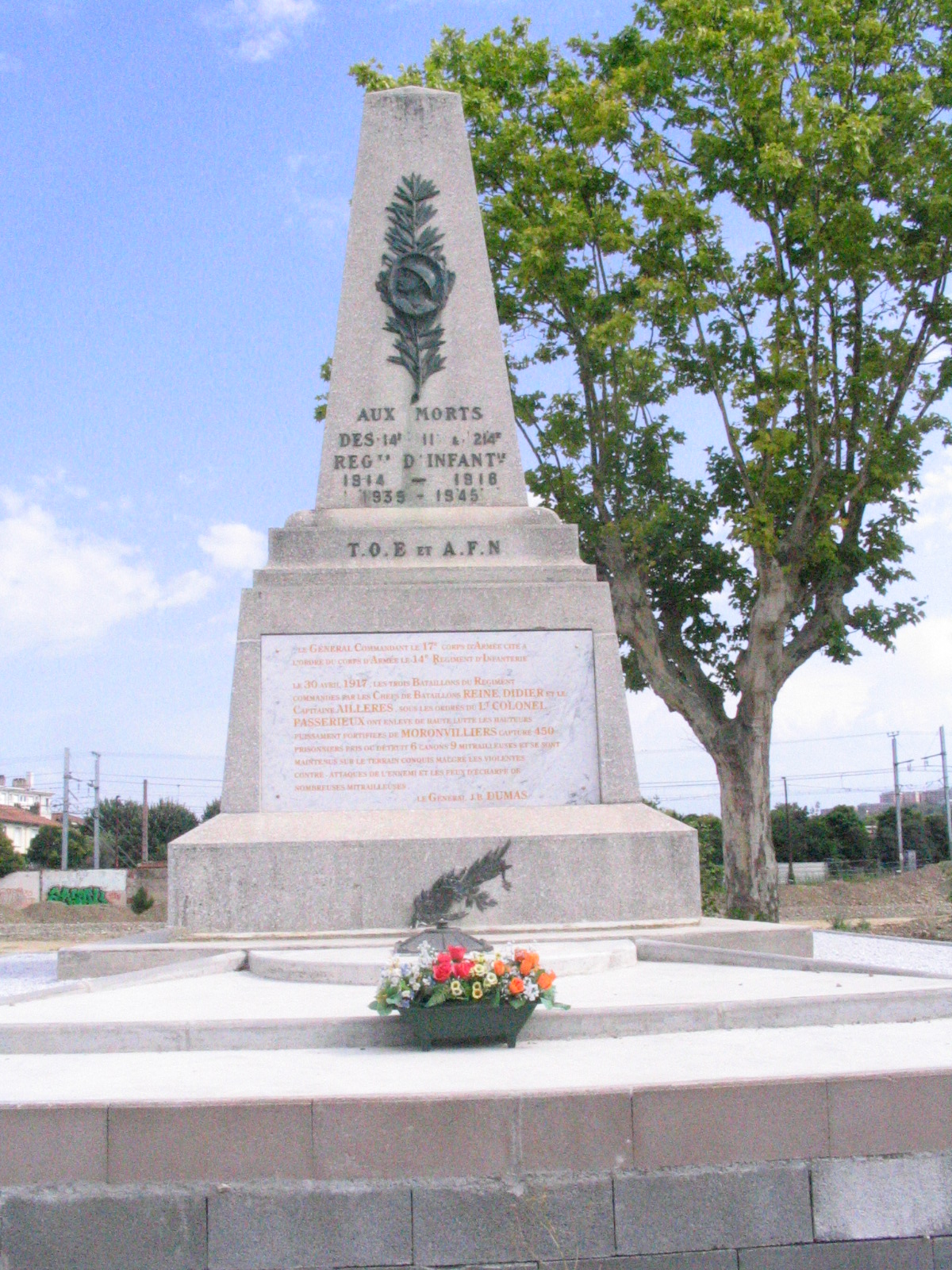
Le monument tel qu'il subsiste encore aujourd'hui à l'emplacement de ce qui était la caserne Niel
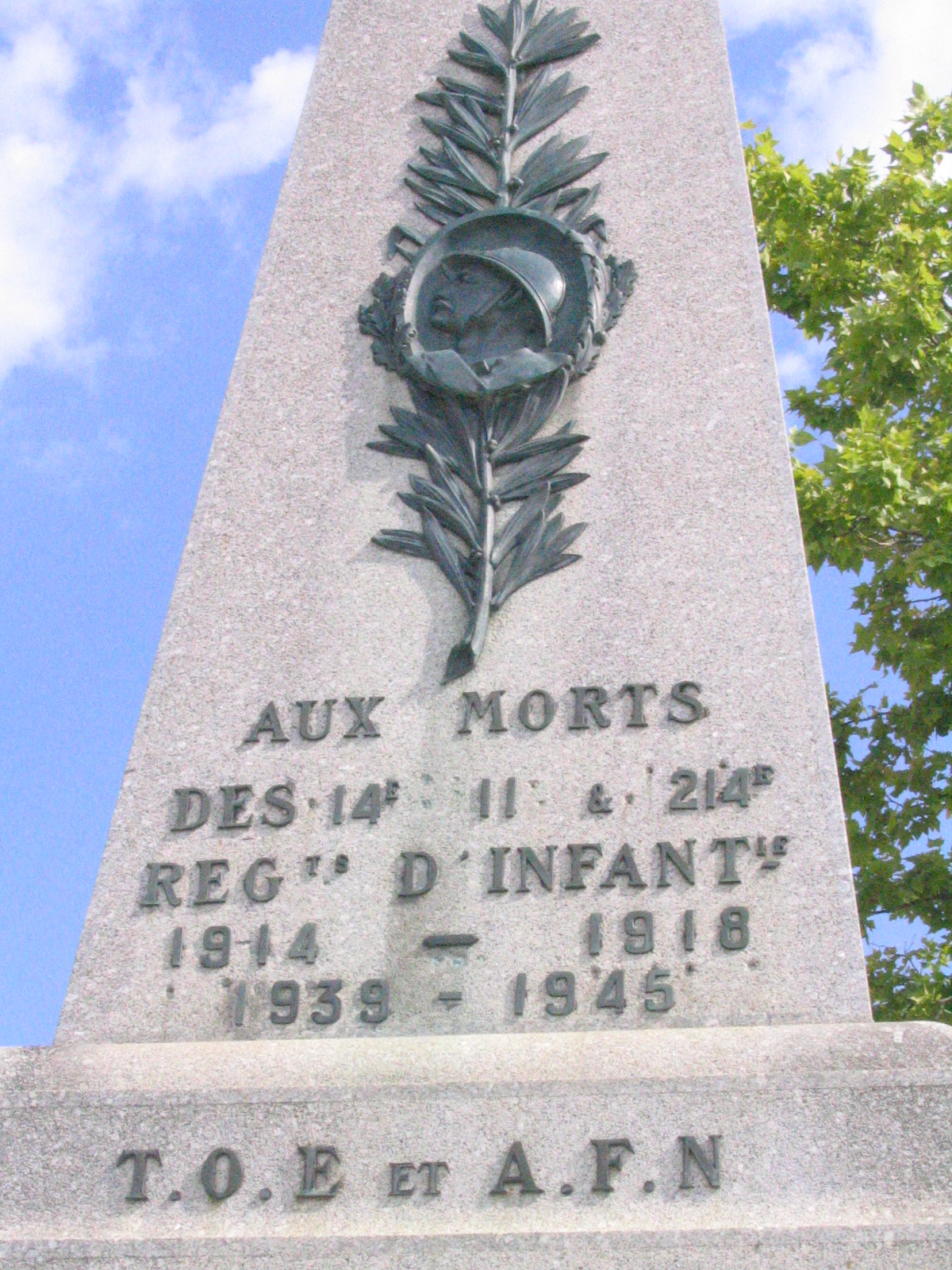
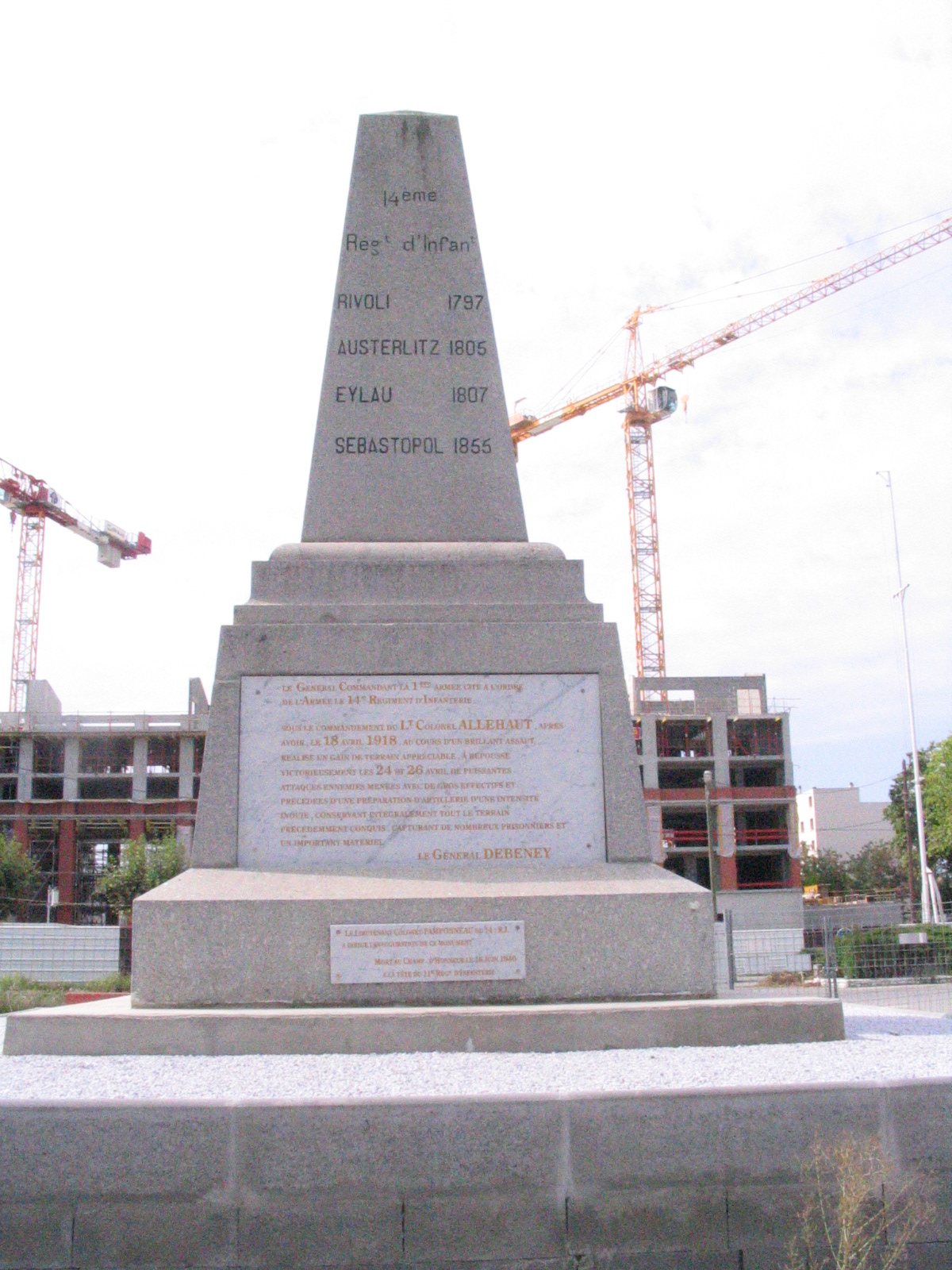
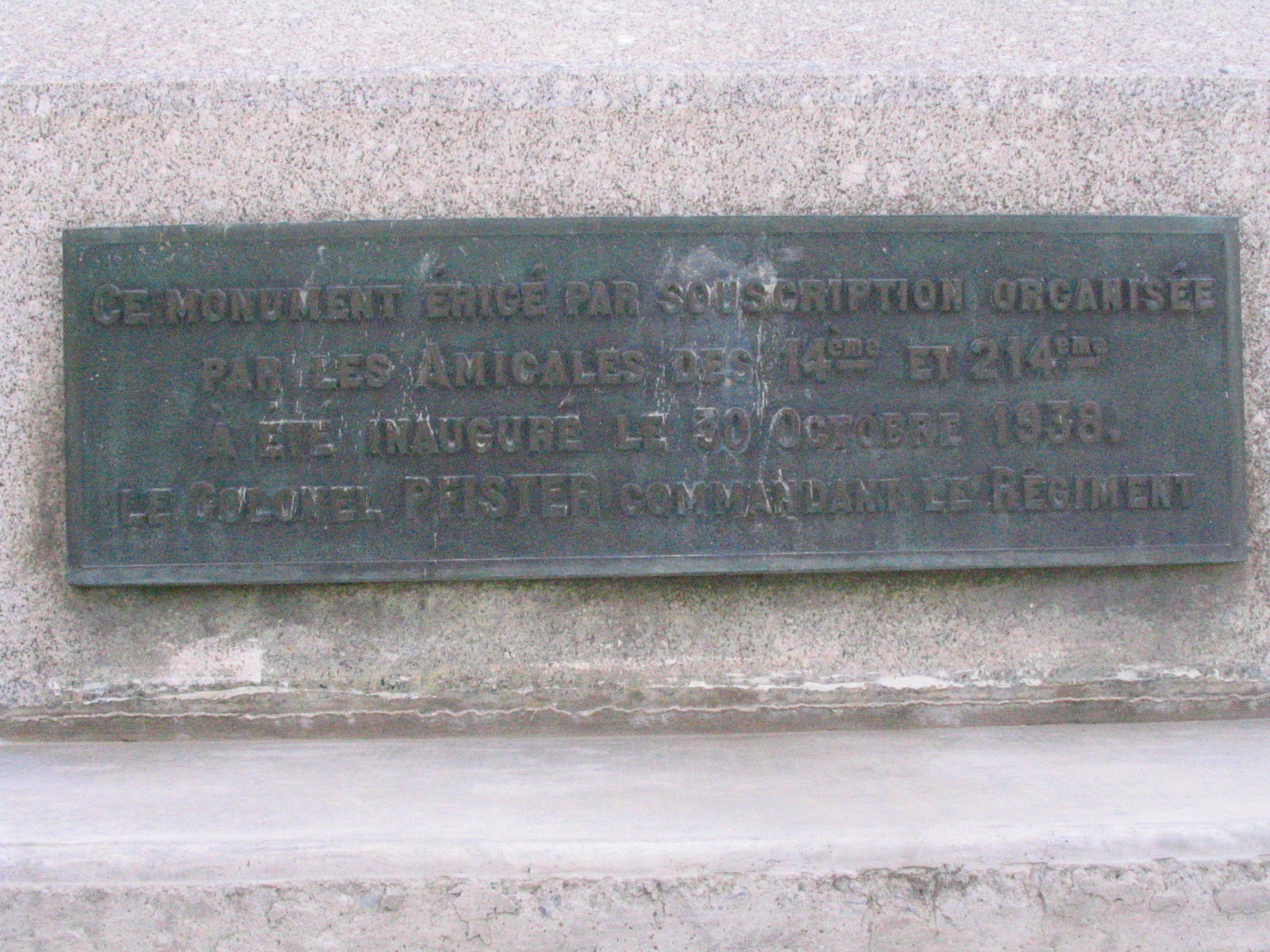
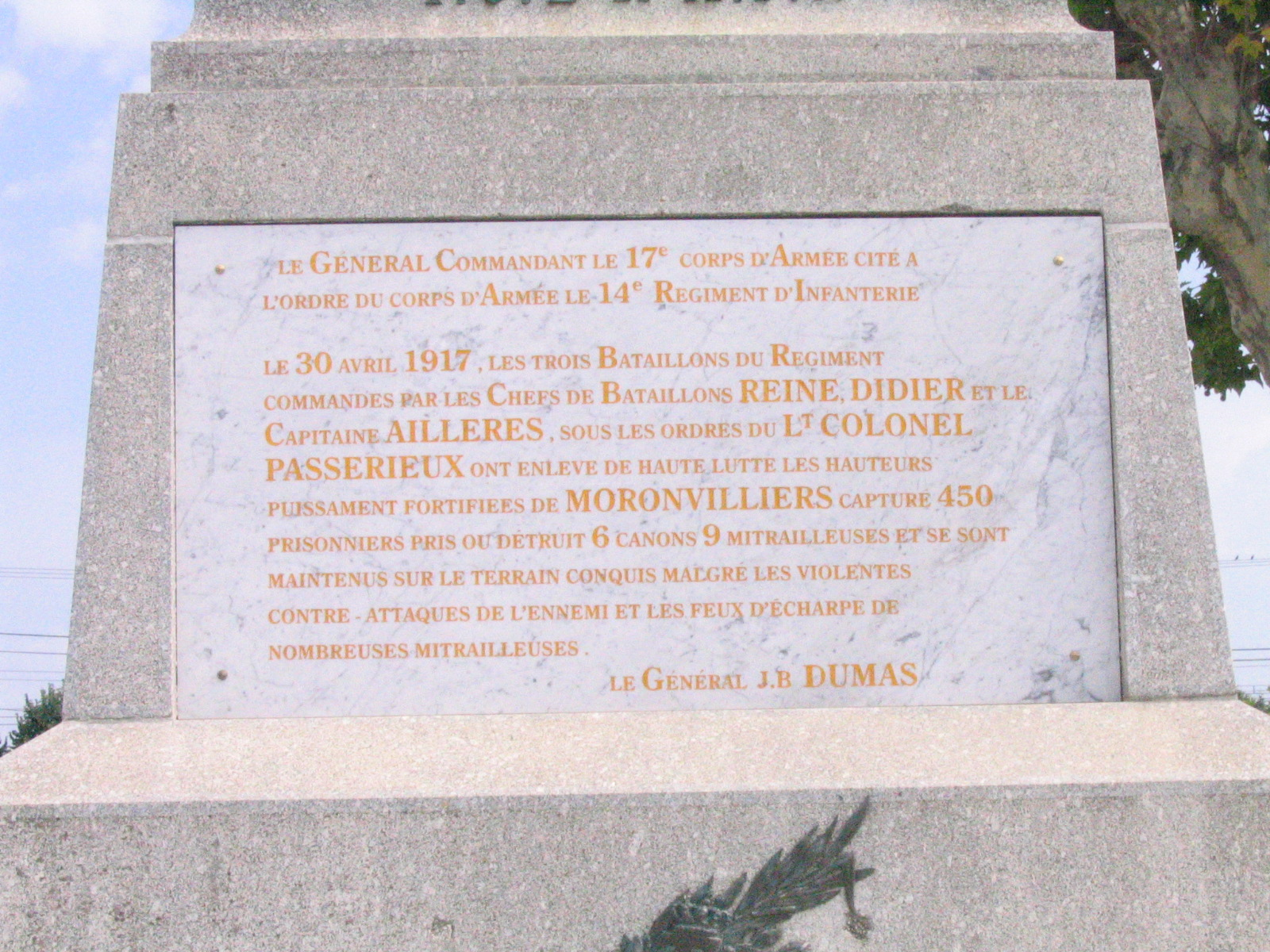
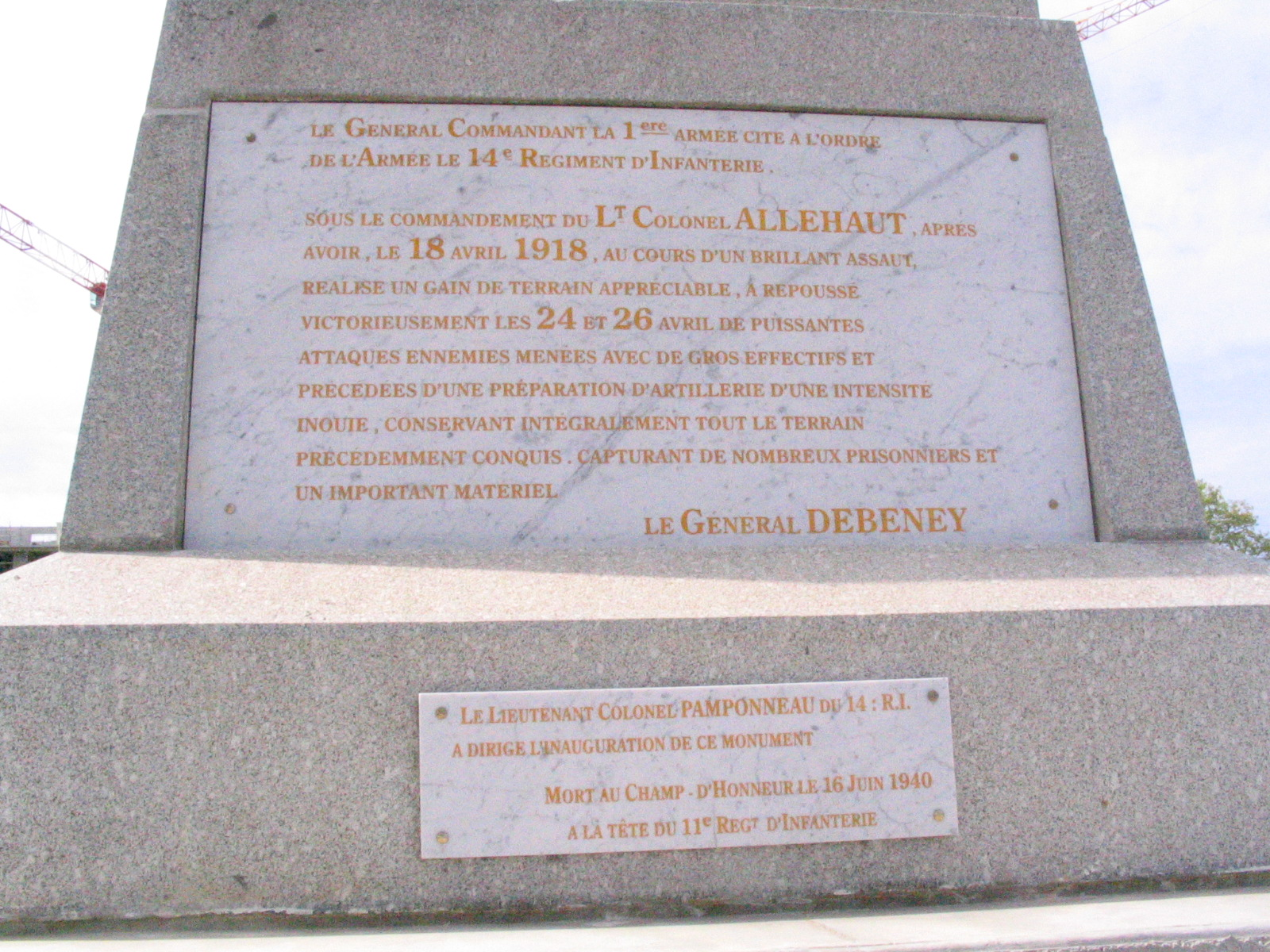
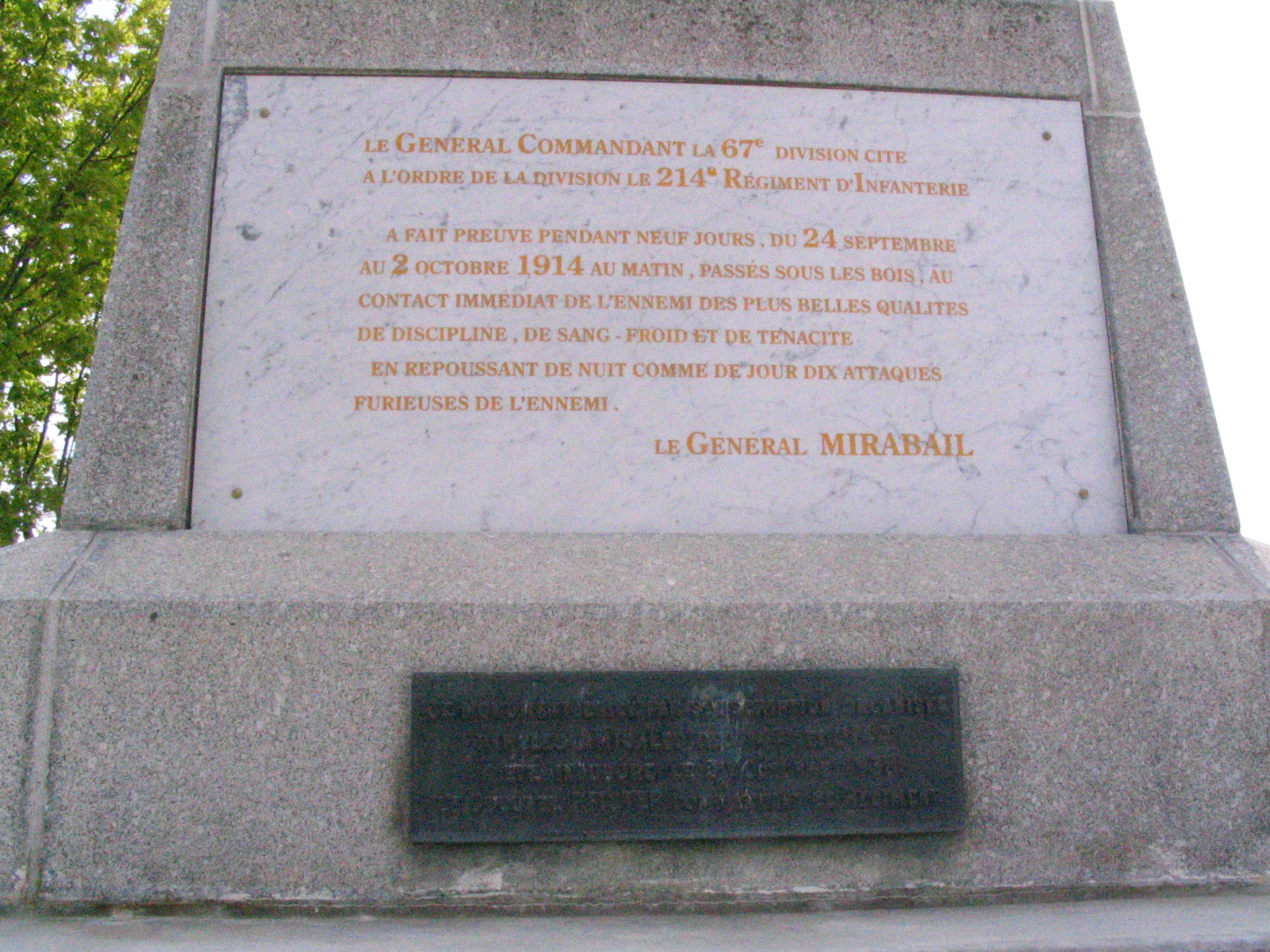
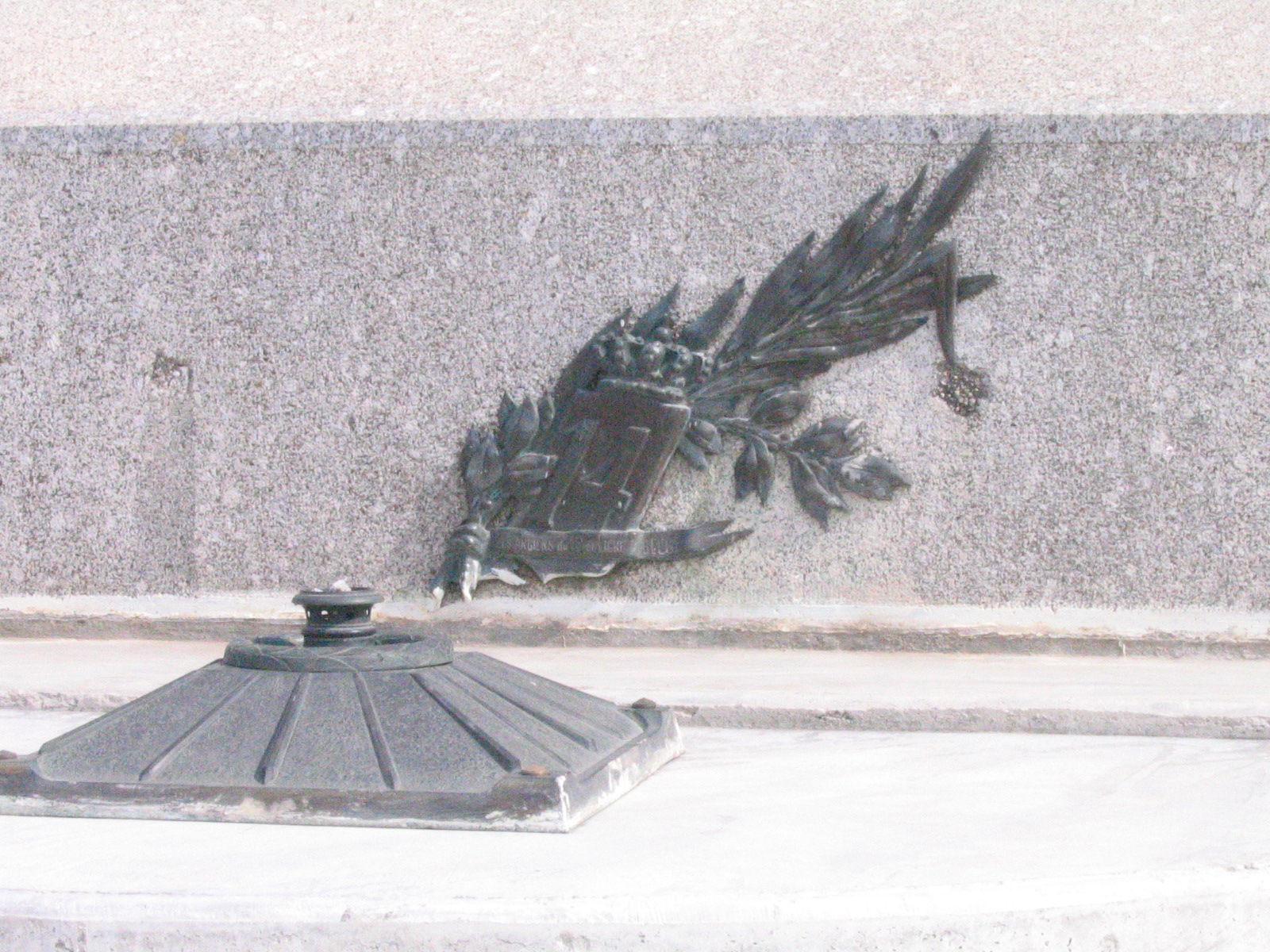
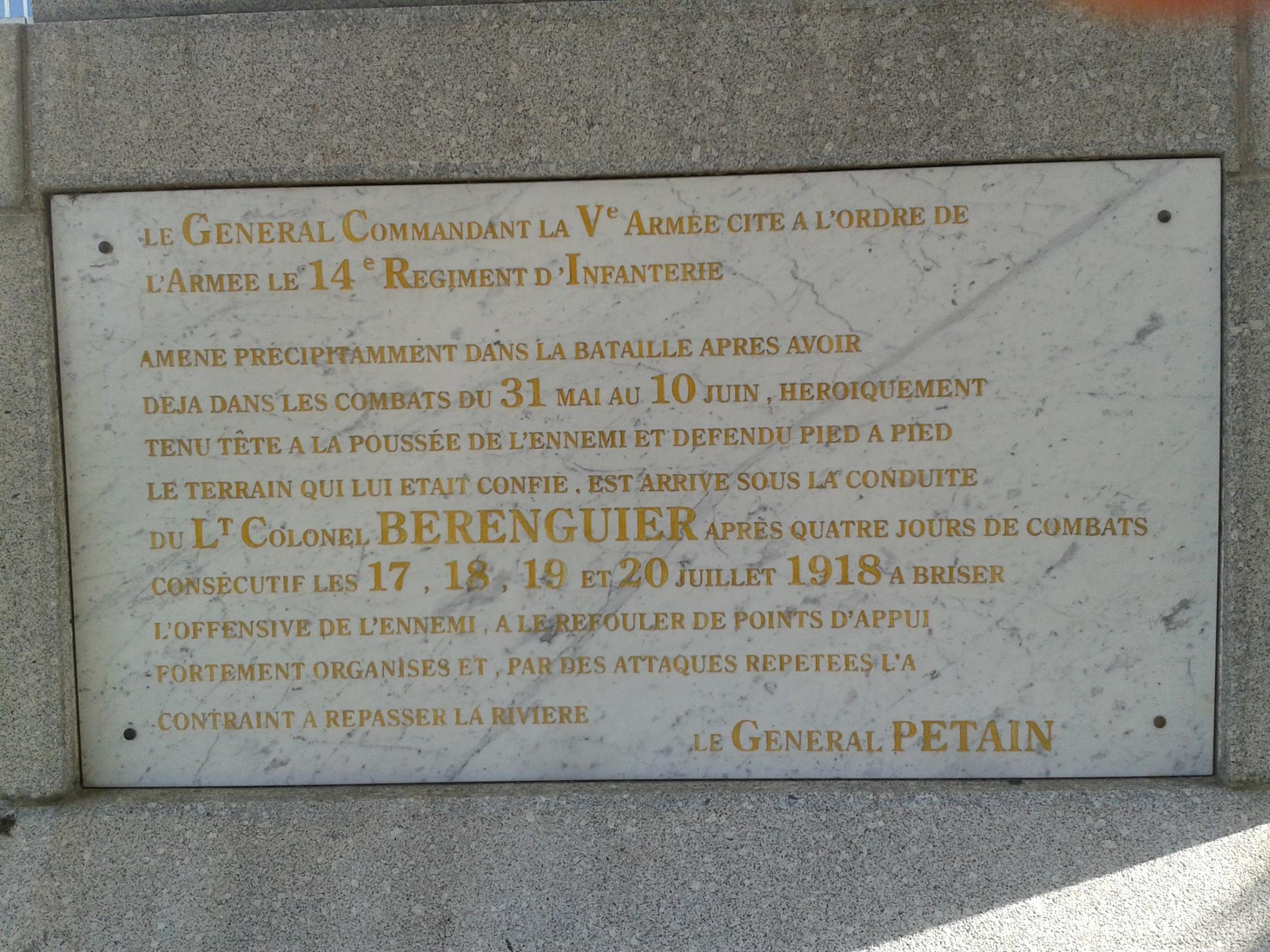
Et ... le Général Pétain.

### Seconde Guerre mondiale
Le régiment fait partie de la 36e division d’infanterie avec le 18e RI de Pau et le 57e RI de Bordeaux. La 36e DI est affectée à la réserve du GQG, en arrière de la ligne Maginot. Stationnée à Bar-sur-Aube au 10 mai, elle se positionne sur l'Aisne le 16.
Stationné sur la ligne Maginot, le régiment se replie vers les Vosges après la percée allemande de la ligne Weygand début juin. Encerclé autour de Neufchâteau, il est capturé le 20 juin 1940. Ses hommes brûlent leur drapeau afin de ne pas le laisser aux mains de l'ennemi.
Le régiment renait le 1er janvier 1945 à partir des maquis de Haute-Garonne et du Gers. Il est affecté à la 36e division d'infanterie recréée à partir de volontaires des anciennes forces françaises de l'intérieur mais n'est pas engagé au combat avant la capitulation du Troisième Reich.

### Après 1945 à nos jours
En juin 1945, la 36e DI rejoint les Alpes (occupation française de la vallée de la Roya) et le régiment s'installe à Menton, Breil-sur-Roya et Sospel. Début octobre 1945, la division part pour l'Allemagne et occupe une zone en pays de Bade et Forêt-Noire. C'est à Kandern que le 14e RI est dissous le 20 février 1946.

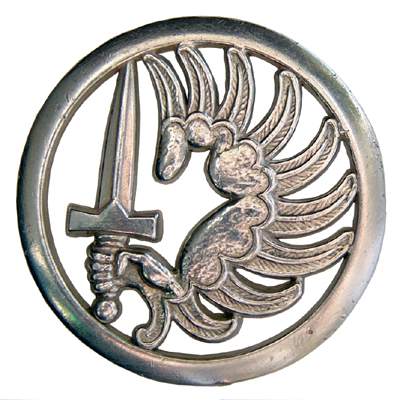
Insigne de béret parachutiste métro.
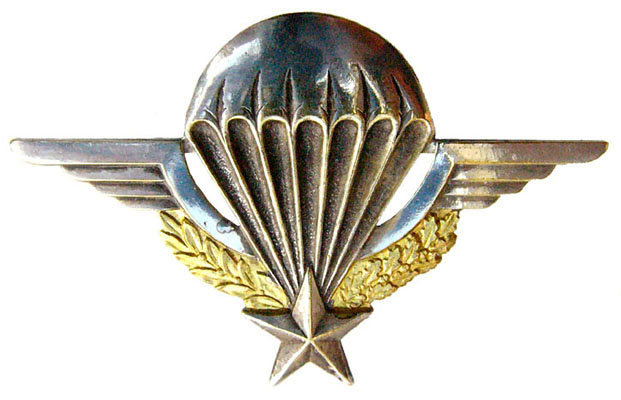
Brevet parachutiste de l'armée française.
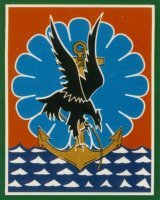
11e brigade parachutiste

Le régiment est recréé le 1er avril 1946 sous le nom de 14e bataillon d'infanterie. En garnison à la caserne Niel de Toulouse, il sert de centre d'appel pour les recrues envoyées dans les conflits de la décolonisation.
Le 1er avril 1951, le 14e bataillon d'infanterie est transformé en 14e régiment d'infanterie parachutiste de choc (14e RIPC) avec son état-major et le 2e bataillon à la caserne Niel de Toulouse, le 1er bataillon (ex 1er bataillon parachutiste de choc) à Montauban. Il est intégré à la 25e division d'infanterie aéroportée qui vient d'être créée.
En 1953[réf. souhaitée], le 14e RIPC incorpore des FSNA (Français de Souche Nord-Africaine) et les deux bataillons sont transformés en unités de tirailleurs algériens, le 1er devient le 19e bataillon de tirailleurs algériens et le second le 35e bataillon de tirailleurs algériens.
Le 1er janvier 1954, le 14e RIPC est rebaptisé 14e demi-brigade d'infanterie (14e DBI) et perd sa vocation parachutiste. Pendant cette période, la 14e DBI envoie le 19e BTA opérer au Maroc et le 35e BTA en Tunisie.

### Guerre d'Algérie
Le 14e régiment de chasseurs parachutistes (14e RCP) est créé le 1er juin 1956 à Toulouse à partir de la 14e DBI et du 35e BTA. Intégré à la 25e division parachutiste du général Gilles, il débarque le 26 du même mois à Oran.
Le régiment va s'illustrer tout au long de la guerre d'Algérie et notamment lors de la bataille des Frontières de janvier à mai 1958.
Le 30 avril 1961, le 14e RCP est dissous pour s'être impliqué dans le putsch des généraux, et ses effectifs sont réparties dans les unités du corps d'armée de Constantine. Après le 30 avril 1961 et jusqu'à décembre 1962, le centre d'instruction du 14e RCP basé à la caserne Niel à Toulouse a continué à fonctionner sous les ordres du Lieutenant-colonel Lafontaine, puis du Lieutenant-colonel Dangoumau.
Combats de la guerre d'Algérie : 
8 octobre 1956 au Merkala, 22 janvier 1957 au Mir El Djebel, 24 janvier 1957 au djebel Amour, 7 février 1957 djebel Grouz. De février à mai 1958: bataille des frontières,
25 février 1958: djebel M'Zouzia, 15 mars 1958: djebel Bou Torkma, 15 avril 1958: djebel M'Zouzi, avril 1958: djebel Aurès, 19 novembre 1960: djebel Tafraout, 12 mars 1961: djebel Azreg (Ich Aziza en Chaoui), 2 avril 1961: Oued Kebir. Pertes du 14e RCP en Algérie 7 officiers, 18 sous-officiers, 95 caporaux et chasseurs tués. 18 officiers, 251 sous-officiers, caporaux et chasseurs blessés.

### 1965 à 1977

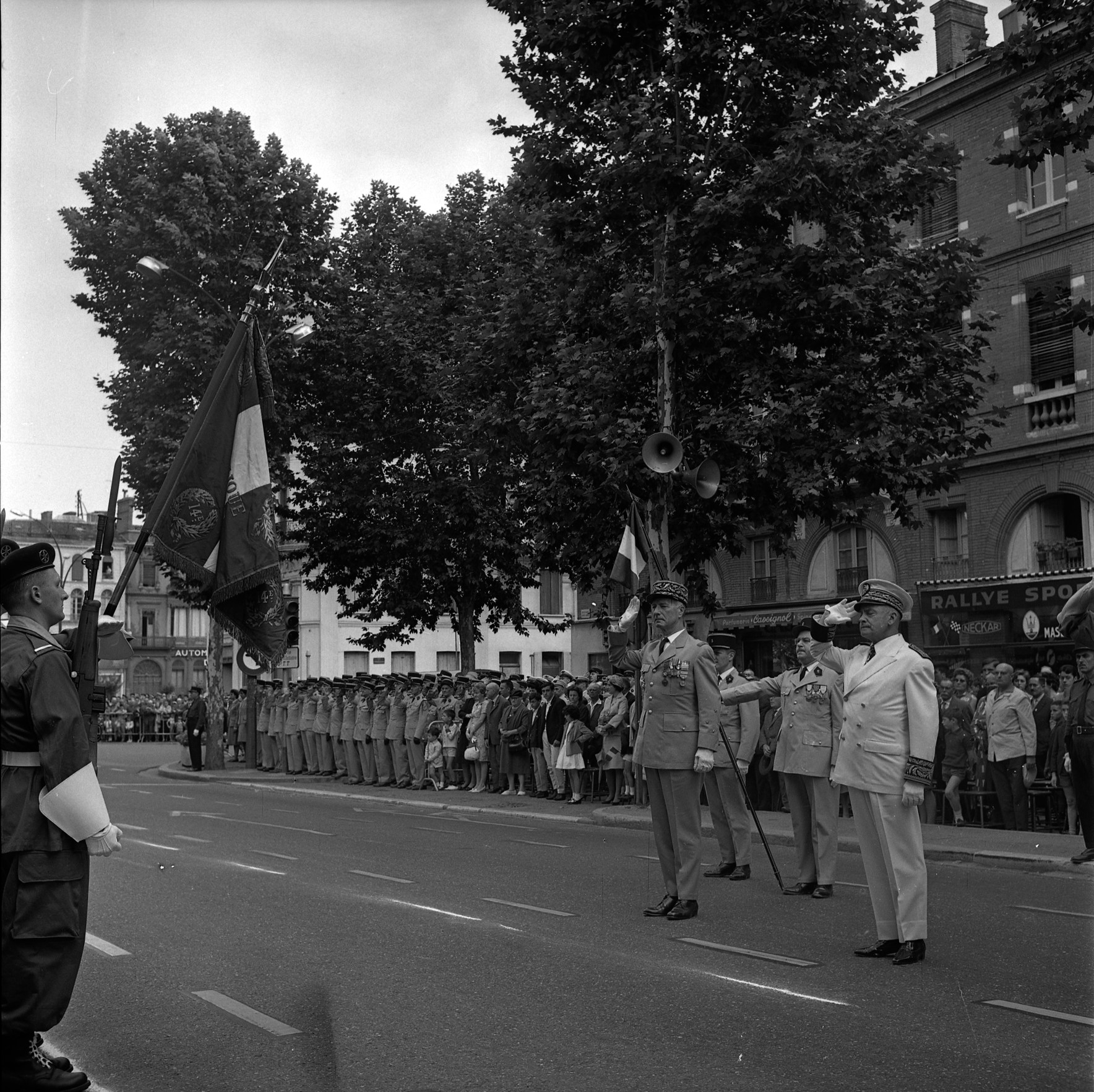
Le drapeau du 14e RI le 14/7/1965 boulevard Lazare-Carnot.

La 14e compagnie divisionnaire de Toulouse reçoit la garde du drapeau du 14e régiment d'infanterie.

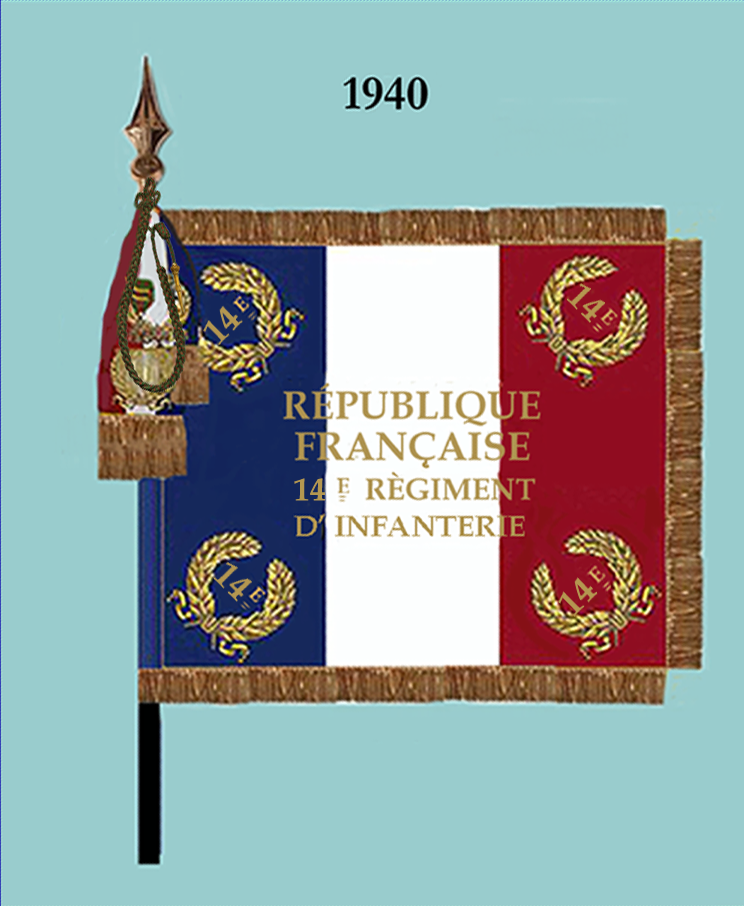
Drapeau du régiment (avers)
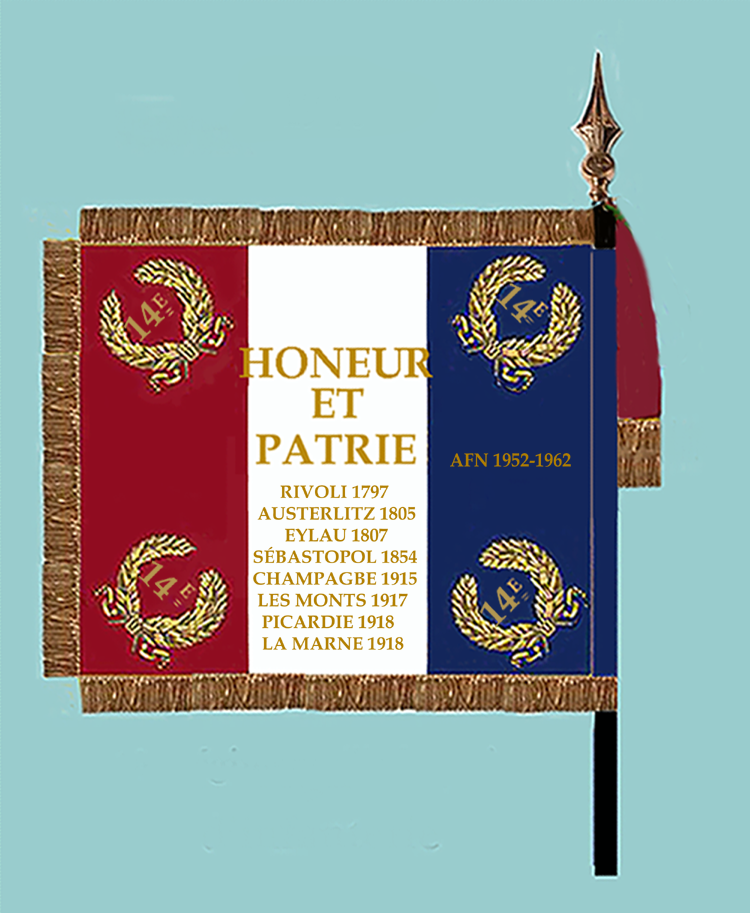
Drapeau du régiment (revers)

### De 1977 à 1999
Le 14e régiment de commandement et de transmissions parachutiste est créé le 1er août 1977 à partir de la 14e compagnie divisionnaire et du 61e bataillon de commandement et de transmissions. Il devient le 14e régiment parachutiste de commandement et de soutien le 1er juillet 1979.
Durant cette période il est l'unité de soutien de la 11e division parachutiste et participe à plusieurs opérations :
- le Liban
- la Guerre du Golfe
- le Kurdistan
- le Tchad
- la Somalie
- le Rwanda
- le Cambodge
- l'Ex-Yougoslavie

Il est composé d'un escadron de commandement, d'un escadron de circulation et de transport, d'un groupement d'instruction, d'un groupement d'intendance, d'une compagnie de transmissions parachutiste, d'un groupement de réparation du matériel à Tarbes, de la musique de la 11e DP. En 1983 - 1984 le DIPF était rattaché au 14e RPCS, son lieu de garnison était Toulouse caserne Balma pour l'instruction et Niel pour le cantonnement.
Avec la fin du service militaire et la professionnalisation de l'Armée de terre à partir de 1997, le 14e RPCS est dissous en 1999. Sa 14e compagnie de transmissions parachutiste donne alors naissance à la 11e compagnie de commandement et de transmissions parachutiste tandis que ses deux compagnies de maintenance parachutistes sont rattachées au 3e régiment du matériel.

### Depuis 2018
Le régiment est recréé le 1er juillet 2018 à Toulouse. Sur décision du chef d'état-major de l'Armée de terre, le régiment de soutien du combattant est transformé en régiment à vocation aéroportée et prend l'appellation de 14e régiment d'infanterie et de soutien logistique parachutiste.
Le 14e RISLP est stationné au quartier Pradère, 102 chemin de Gabardie à Toulouse, et fait partie de la brigade logistique.
Régiment au format 1 000 hommes, il est composé de 7 unités élémentaires :
- 5 compagnies de soutien du combattant ;
- 1 compagnie de commandement et de logistique ;
- 1 compagnie de réserve ;

La composante aéroportée du régiment est constituée d'un état-major tactique et d'une compagnie de soutien du combattant (la 2e) dont les membres sont brevetés parachutistes.
Le 14e RISLP est spécialisé dans la logistique de « soutien du combattant » (SDC). Le domaine « soutien du combattant » consiste à fournir l’ensemble des matériels nécessaires à la vie en campagne des forces déployées, l’objectif étant de retrouver sur le terrain un certain niveau de confort dans l’organisation d’une base avancée, d’un camp... Il s’agit donc de délivrer aux soldats en opérations de quoi se nourrir, se loger, se chauffer, se laver, boire et se protéger. Le 14e RISLP est un régiment unique dans son domaine au sein de l’Armée de Terre.

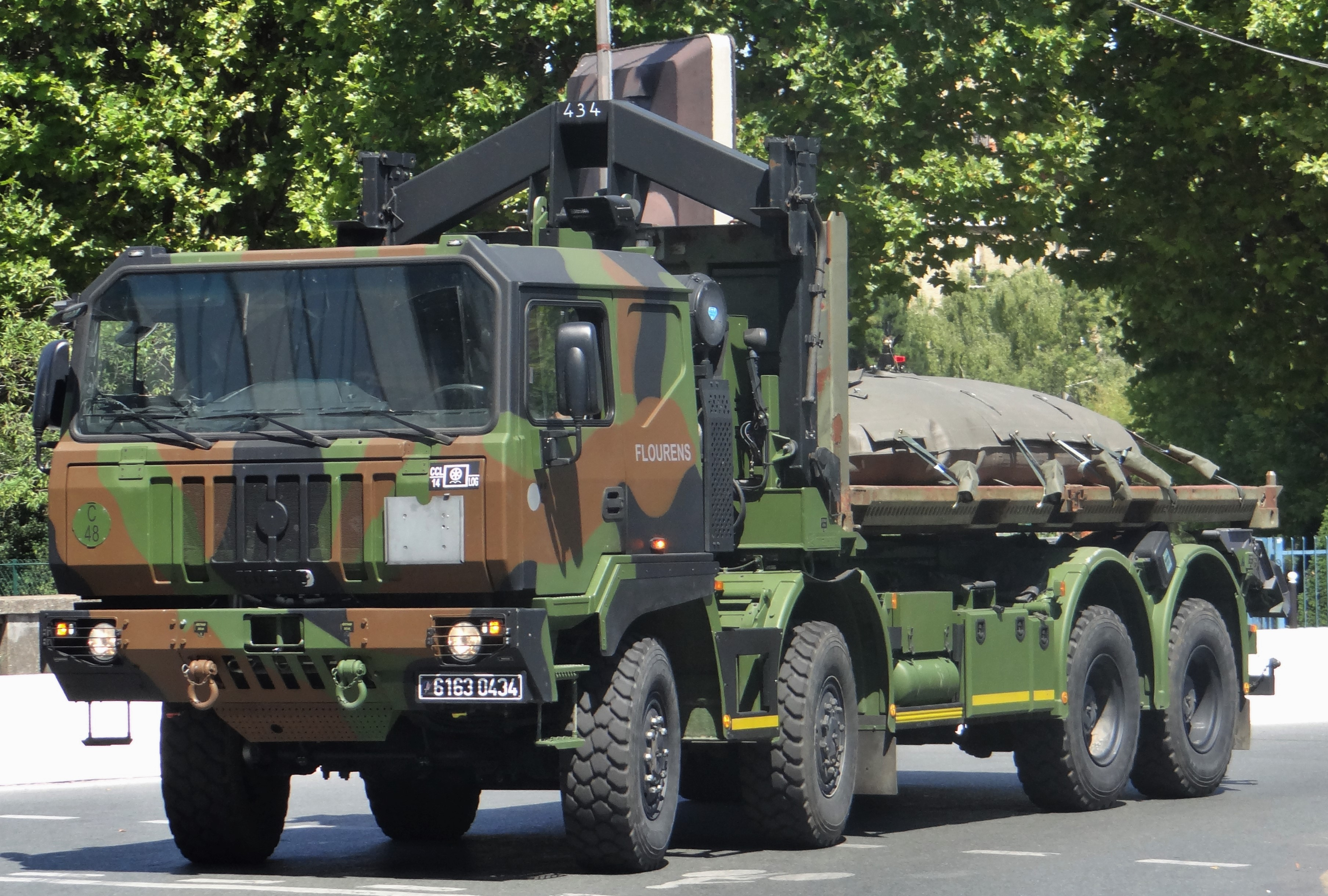
Un PPLOG du régiment à Paris le 14/7/2022.

Afin de permettre d’organiser la vie quotidienne d’un camp en métropole ou dans le monde, le 14e RISLP dispose d’un éventail de matériels mobiles (transportables par voie routière, maritime ou aérienne) tels que :
- des véhicules de transport de dernière génération (PPLOG) ;
- des véhicules blindés (PVP) ;
- des remorques tractées (douches, cuisines, laveries...) ;
- des matériels d'environnement tels que les boulangeries de campagne 1 000 hommes, les cuisines 500 rationnaires, les conteneurs frigorifiques 1, 5 ou 18 m3, les citernes dédiées à recevoir l’eau destinée à la consommation humaine (EDCH) ;
- les effets de campement (tentes, lits, moustiquaires, tables chaises, climatiseurs et chauffages mobiles, blocs sanitaires).

Le 14e RISLP s’appuie sur 2 spécialités majeures et complémentaires :
- les gestionnaires des approvisionnements (GAP).
- les électromécaniciens frigoristes (EMF).

Le 14e RISLP est en mesure d’assurer le « soutien du combattant » partout dans le monde et sous très court préavis. Fortement sollicités, les combattants logisticiens du 14e RISLP sont déployés sur toutes les opérations extérieures et participent également à la protection du territoire national dans le cadre de l’opération Sentinelle. En cas de besoin, ils apportent également leur concours aux missions d’assistance à la population. Les opérations extérieures et missions de courte durée que ses personnels ont effectuées au cours des dernières années sont les suivantes : Barkhane (Mali / Niger / Tchad), Chammal (Irak), Daman (Liban), Sangaris (République centrafricaine), Djibouti, Nouvelle Calédonie, Polynésie, Sénégal, Réunion, Mayotte.
Très récemment il a été employé dans le cadre de l'évacuation de ressortissants au Soudan au printemps 2023 ou en  Afghanistan en 2021.
Le 1er juillet 2025, il prend l'appellation de 14e régiment d'infanterie et de logistique parachutiste (14e RILP).

## Drapeau
Il porte, cousues en lettres d'or dans ses plis, les inscriptions suivantes, :
- Rivoli 1797
- Austerlitz 1805
- Eylau 1807
- Sébastopol 1855
- Champagne 1915
- Les Monts 1917
- Picardie 1918
- La Marne 1918

## Décorations
Sa cravate est décorée de la Croix de guerre 1914-1918  avec deux palmes et une étoile d'argent (deux citations à l'ordre de l'armée puis une à l'ordre de la division)

Il a le droit au port de la fourragère aux couleurs du ruban de la Croix de guerre 1914-1918.

## Insigne

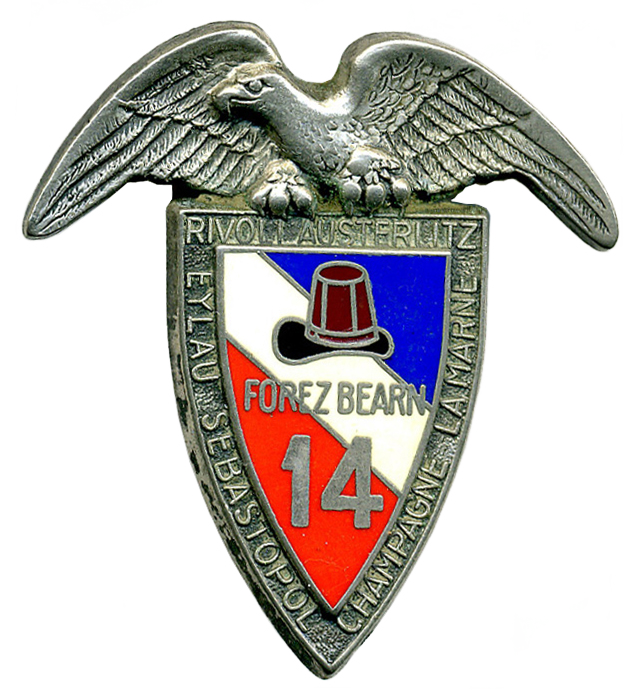
L'insigne du régiment.

L'insigne du régiment est un écu tricolore tiercé en bande bordé d'argent et surmonté d'un aigle argenté. L'écu est chargé d'une casquette marron (la casquette du maréchal Bugeaud), de l'inscription Forez-Béarn et du numéro 14. La bordure porte les inscriptions présentes sur le drapeau du régiment.
L'inscription Forez fait référence au regiment de Forez devenu 14e régiment d'infanterie en 1791 et l'inscription Béarn au bataillon du 15e régiment d'infanterie ci-devant Béarn entré dans la composition de la 29e demi-brigade en 1794 puis dans celle de la 14e demi-brigade en 1796.
Cette insigne est dessiné par le capitaine Grammond en 1930-1931 ou vers 1935. Il est adopté en 1936 par le 14e RI, repris en 1945, puis en 1947 par le 14e BI. C'est pour cette unité qu'il est homologué le 29 octobre 1947 sous le numéro H.278. Il est ensuite conservé par le 14e RIPC, le 14e RCP, le 14e RTCP, le 14e RPCS puis jusqu'à aujourd'hui.
Trois projets d'insigne constitués avec un parachute chargé d'un aigle ont été dessinés en 1961 pour le 14e RCP mais abandonnés à la dissolution du régiment.

## Personnalités ayant servi au régiment
- Henri Chabrillat, engagé volontaire, pendant deux ans de mai 1859 à mai 1861, il participe à la campagne d'Italie en 1859
- Jean Théodore François Champion alors soldat puis caporal et sergent
- Grapinet, voltigeur, né à Perrusse. Pendant la guerre d'Espagne, Grapinet mérita la réputation d'un des plus braves soldats du 14e de ligne.
- Pierre Jordan (1887-1955) membre de la bande à Bonnot, il est cité à l'ordre de la division et décoré de la Croix de Guerre[24]
- François Auguste Logerot (1825-1913), général et ministre de la Guerre, alors colonel[25]
- Thierry Paulin (1963-1989), coiffeur et tueur en série présumé.

## Sources et bibliographie
- Thierry Baudu, Dany Govin et Charlie Mazingue, Le 14e RPCS : «Brave 14», «Unis comme au Front», Charles-Lavauzelle, 1998 (ISBN 978-2-402-44756-0, lire en ligne).
- Le 14e RCP de Patrick-Charles Renaud - Éditions Prentera - 1987 -  (ISBN 2-9501996-0-7).
- Christian Malcros, Insignes de l'armée française : les troupes aéroportées, SOGICO, 1983 (ISBN 9782307555841, lire en ligne).
- Recueil d'historiques de l'infanterie française (général Andolenko - Eurimprim 1969).
- Historique du 14e régiment d'infanterie, Toulouse, Imprimerie et librairie Édouard Privat, 1920, 110 p., lire en ligne sur Gallica.
- Les fanions de commandement du 14° Régiment de Chasseurs Parachutistes  (1° Juin  1956 - 1° Mai 1961 ).
- Historiques des corps de troupe de l'armée française (1569-1900), Berger-Levrault (Paris), 1900 (lire en ligne), p. 52.